# EHF Liga Mistrzów 2011/2012
EHF Liga Mistrzów 2011/2012 – 52. edycja Ligi Mistrzów w piłce ręcznej mężczyzn. W rozgrywkach uczestniczyło 36 drużyn. 12 drużyn walczyło w kwalifikacjach o fazę grupową, w której rozstawiono 24 drużyny. Polskę reprezentowały: Orlen Wisła Płock, która jako mistrz Polski została rozstawiona w fazie grupowej oraz Vive Targi Kielce, które wygrało turniej kwalifikacyjny i zostało rozstawione w grupie.
Rozgrywki rozpoczęły się 2 września 2011, a zakończyły turniejem Final Four rozgrywanym 27 maja 2012 w Lanxess Arena w Kolonii. Tytuł, po raz trzeci w historii, zdobyła drużyna THW Kiel pokonują w wielkim finale Atlético Madryt 26:21. W drużynie z Madrytu wystąpił reprezentant Polski – Mariusz Jurkiewicz. Brązowy medal wywalczyła drużyna AG Kopenhaga, która w meczu o 3. miejsce pokonała Füchse Berlin również 26:21. W składzie Lisów wystąpił inny polak - Bartłomiej Jaszka. Królem strzelców został Mikkel Hansen z AG Kopenhaga. Duńczyk zdobył 98 bramek.

## Drużyny uczestniczące
| Drużyna                            | Państwo              | Uwagi                          |
| ---------------------------------- | -------------------- | ------------------------------ |
| aon Fivers                         | Austria              | Mistrz Austrii                 |
| HC Bośnia BH Gas Sarajewo          | Bośnia i Hercegowina | Mistrz Bośni i Hercegowiny     |
| Dinamo Mińsk                       | Białoruś             | Mistrz Białorusi               |
| Croatia Osiguranje Zagrzeb         | Chorwacja            | Mistrz Chorwacji               |
| AG Kopenhaga                       | Dania                | Mistrz Danii                   |
| Bjerringbro-Silkeborg              | Dania                | Wicemistrz Danii               |
| FC Barcelona Intersport            | Hiszpania            | Mistrz Hiszpanii               |
| Atlético Madryt                    | Hiszpania            | Wicemistrz Hiszpanii           |
| Reale Ademar Leon                  | Hiszpania            | 3.miejsce mistrzostw Hiszpanii |
| Cuatro Rayas Valladolid            | Hiszpania            | 4.miejsce mistrzostw Hiszpanii |
| Montpellier Agglomération Handball | Francja              | Mistrz Francji                 |
| Chambéry Savoie Handball           | Francja              | Wicemistrz Francji             |
| Dunkerque Handball Grand Littoral  | Francja              | 3.miejsce mistrzostw Francji   |
| HSV Hamburg                        | Niemcy               | Mistrz Niemiec                 |
| THW Kiel                           | Niemcy               | Wicemistrz Niemiec             |
| Füchse Berlin                      | Niemcy               | 3.miejsce mistrzostw Niemiec   |
| Rhein-Neckar Löwen                 | Niemcy               | 4.miejsce mistrzostw Niemiec   |
| AEK Ateny                          | Grecja               | Mistrz Grecji                  |
| MKB Veszprém KC                    | Węgry                | Mistrz Węgier                  |
| SC Pick Szeged                     | Węgry                | Wicemistrz Węgier              |
| FH Hafnarfjörður                   | Islandia             | Mistrz Islandii                |
| Srugo Riszon le-Cijjon             | Izrael               | Mistrz Izraela                 |
| HC Metalurg Skopje                 | Macedonia Północna   | Mistrz Macedonii               |
| Haslum HK                          | Norwegia             | Mistrz Norwegii                |
| Orlen Wisła Płock                  | Polska               | mistrz Polski                  |
| Vive Targi Kielce                  | Polska               | Wicemistrz Polski              |
| FC Porto Vitalis                   | Portugalia           | Mistrz Portugalii              |
| HCM Constanța                      | Rumunia              | Mistrz Rumunii                 |
| Czechowskije Miedwiedi             | Rosja                | Mistrz Rosji                   |
| Sankt Petersburg HC                | Rosja                | Wicemistrz Rosji               |
| RK Cimos Koper                     | Słowenia             | Mistrz Słowenii                |
| RK Partizan Belgrad                | Serbia               | Mistrz Serbii                  |
| Kadetten Schaffhausen              | Szwajcaria           | Mistrz Szwajcarii              |
| 1. FC Tatran Prešov                | Słowacja             | Mistrz Słowacji                |
| IK Sävehof                         | Szwecja              | Mistrz Szwecji                 |
| Besiktas JK Stambuł                | Turcja               | Mistrz Turcji                  |

## System rozgrywek
EHF Liga Mistrzów piłkarzy ręcznych w sezonie 2011/2012 składa się z czterech rund: turniejów kwalifikacyjnych do fazy grupowej, fazy grupowej, fazy play-off oraz Final Four.
- Turnieje kwalifikacyjne: w turniejach kwalifikacyjnych uczestniczy 16 drużyn podzielonych na 4 grupy. Do fazy grupowej awansują cztery najlepsze drużyny, te które zajęły pierwsze w swoich grupach.
- Faza grupowa: w fazie grupowej są rozstawione 24 drużyny, podzielone na 4 grupy po 6 zespołów. Cztery najlepsze drużyny z każdej grupy awansują do fazy play-off
- Faza play-off: składa się z 1/8 oraz 1/4 finału. Do Final Four awansują 4 najlepsze drużyny, które wygrają 1/4 finału.
- Final Four: uczestniczą w nim będą zwycięzcy 1/4 finału.  Final Four składa się z półfinałów, meczu o 3. miejsce oraz finału.

## Turnieje kwalifikacyjne

### Koszyki
| Koszyk 1                                                | Koszyk 2                                      | Koszyk 3                                       | Koszyk 4                                                          |
| ------------------------------------------------------- | --------------------------------------------- | ---------------------------------------------- | ----------------------------------------------------------------- |
| - IK Sävehof - HC Metalurg Skopje - 1. FC Tatran Prešov | - AEK Ateny - FH Hafnarfjörður - Dinamo Mińsk | - Haslum HK - aon Fivers - RK Partizan Belgrad | - FC Porto Vitalis - Besiktas JK Stambuł - Srugo Riszon le-Cijjon |

### Grupa 1
- Zwycięzca turnieju zostanie rozstawiony w fazie grupowej.

|  | Półfinały                 | Półfinały                 |  |  |  | Finały                    | Finały                    |
|  |                           |                           |  |  |  |                           |                           |
|  |                           |                           |  |  |  |                           |                           |
|  | 3 września 2011 – Preszów |                           |  |  |  |                           |                           |
|  | 1. FC Tatran Prešov       | 28                        |  |  |  |                           |                           |
|  | FC Porto Vitalis          | 29                        |  |  |  | 4 września 2011 – Preszów | 4 września 2011 – Preszów |
|  |                           |                           |  |  |  | FC Porto Vitalis          | 26                        |
|  | 3 września 2011 – Preszów | 3 września 2011 – Preszów |  |  |  | RK Partizan Belgrad       | 33                        |
|  | AEK Ateny                 | 25                        |  |  |  |                           |                           |
|  | RK Partizan Belgrad       | 26                        |  |  |  | 4 września 2011 – Preszów | 4 września 2011 – Preszów |
|  |                           |                           |  |  |  | 1. FC Tatran Prešov       | 40                        |
|  |                           |                           |  |  |  | AEK Ateny                 | 23                        |

### Grupa 2
- Zwycięzca turnieju zostanie rozstawiony w fazie grupowej.

|  | Półfinały                    | Półfinały                    |  |  |  | Finały                       | Finały                       |
|  |                              |                              |  |  |  |                              |                              |
|  |                              |                              |  |  |  |                              |                              |
|  | 3 września 2011 – Margareten |                              |  |  |  |                              |                              |
|  | IK Sävehof                   | 34                           |  |  |  |                              |                              |
|  | Besiktas JK Stambuł          | 28                           |  |  |  | 4 września 2011 – Margareten | 4 września 2011 – Margareten |
|  |                              |                              |  |  |  | IK Sävehof                   | 33                           |
|  | 3 września 2011 – Margareten | 3 września 2011 – Margareten |  |  |  | Dinamo Mińsk                 | 32                           |
|  | Dinamo Mińsk                 | 32                           |  |  |  |                              |                              |
|  | aon Fivers                   | 23                           |  |  |  | 4 września 2011 – Margareten | 4 września 2011 – Margareten |
|  |                              |                              |  |  |  | Besiktas JK Stambuł          | 37                           |
|  |                              |                              |  |  |  | aon Fivers                   | 33                           |

### Grupa 3
- Zwycięzca turnieju zostanie rozstawiony w fazie grupowej.

|  | Półfinały                          | Półfinały                          |  |  |  | Finały                             | Finały                             |
|  |                                    |                                    |  |  |  |                                    |                                    |
|  |                                    |                                    |  |  |  |                                    |                                    |
|  | 3 września 2011 – Riszon le-Cijjon |                                    |  |  |  |                                    |                                    |
|  | HC Metalurg Skopje                 | 27                                 |  |  |  |                                    |                                    |
|  | Srugo Riszon le-Cijjon             | 19                                 |  |  |  | 4 września 2011 – Riszon le-Cijjon | 4 września 2011 – Riszon le-Cijjon |
|  |                                    |                                    |  |  |  | HC Metalurg Skopje                 | 29                                 |
|  | 3 września 2011 – Riszon le-Cijjon | 3 września 2011 – Riszon le-Cijjon |  |  |  | Haslum HK                          | 28                                 |
|  | Haslum HK                          | 36                                 |  |  |  |                                    |                                    |
|  | FH Hafnarfjörður                   | 29                                 |  |  |  | 4 września 2011 – Riszon le-Cijjon | 4 września 2011 – Riszon le-Cijjon |
|  |                                    |                                    |  |  |  | Srugo Riszon le-Cijjon             | 43                                 |
|  |                                    |                                    |  |  |  | FH Hafnarfjörður                   | 42                                 |

### Turniej dzikich kart
| Drużyny                                                                                                |
| --- |
| - Vive Targi Kielce - Cuatro Rayas Valladolid - Rhein-Neckar Löwen - Dunkerque Handball Grand Littoral |

- Zwycięzca turnieju zostanie rozstawiony w fazie grupowej.

|  | Półfinały                         | Półfinały                |  |  |  | Finały                            | Finały                   |
|  |                                   |                          |  |  |  |                                   |                          |
|  |                                   |                          |  |  |  |                                   |                          |
|  | 3 września 2011 – Kielce          |                          |  |  |  |                                   |                          |
|  | Cuatro Rayas Valladolid           | 19                       |  |  |  |                                   |                          |
|  | Vive Targi Kielce                 | 21                       |  |  |  | 4 września 2011 – Kielce          | 4 września 2011 – Kielce |
|  |                                   |                          |  |  |  | Vive Targi Kielce                 | 32                       |
|  | 3 września 2011 – Kielce          | 3 września 2011 – Kielce |  |  |  | Rhein-Neckar Löwen                | 30                       |
|  | Rhein-Neckar Löwen                | 36                       |  |  |  |                                   |                          |
|  | Dunkerque Handball Grand Littoral | 30                       |  |  |  | 4 września 2011 – Kielce          | 4 września 2011 – Kielce |
|  |                                   |                          |  |  |  | Cuatro Rayas Valladolid           | 23                       |
|  |                                   |                          |  |  |  | Dunkerque Handball Grand Littoral | 27                       |

## Faza grupowa

### Koszyki
| Koszyk 1                                                             | Koszyk 2                                               | Koszyk 3                                                     | Koszyk 4                                                                | Koszyk 5                                                                    | Koszyk 6                                                            |
| -------------------------------------------------------------------- | ------------------------------------------------------ | ------------------------------------------------------------ | ----------------------------------------------------------------------- | --------------------------------------------------------------------------- | ------------------------------------------------------------------- |
| FC Barcelona HSV Hamburg Czechowskije Miedwiedi Montpellier Handball | MKB Veszprém KC RK Zagrzeb AG Kopenhaga RK Cimos Koper | Atlético Madryt THW Kiel HCM Constanța Kadetten Schaffhausen | St. Petersburg HC Chambéry Savoie Handball CB Ademar León Füchse Berlin | MOL-Pick Szeged Bjerringbro-Silkeborg HC Bośnia BH Gas Sarajewo Wisła Płock | RK Partizan Belgrad IK Sävehof RK Metalurg Skopje Vive Targi Kielce |

## Grupa A

### Tabela
| Lp | Drużyna                   | M  | Mecze | Mecze | Mecze | Bramki | Bramki | Bramki | Pkt | Uwagi |
| Lp | Drużyna                   | M  | W     | R     | P     | +      | -      | +/-    | Pkt | Uwagi |
| -- | ------------------------- | -- | ----- | ----- | ----- | ------ | ------ | ------ | --- | ----- |
| 1  | FC Barcelona              | 10 | 9     | 0     | 1     | 336    | 245    | +91    | 18  |       |
| 2  | RK Zagrzeb                | 10 | 8     | 0     | 2     | 289    | 255    | +34    | 16  |       |
| 3  | IK Sävehof                | 10 | 5     | 0     | 5     | 291    | 300    | −9     | 10  |       |
| 4  | Kadetten Schaffhausen     | 10 | 4     | 0     | 6     | 309    | 283    | +26    | 8   |       |
| 5  | Chambéry Savoie Handball  | 10 | 4     | 0     | 6     | 276    | 270    | +6     | 8   |       |
| 6  | HC Bośnia BH Gas Sarajewo | 10 | 0     | 0     | 10    | 195    | 343    | −148   | 0   |       |

Aktualizacja do dnia 21 lutego 2012
Źródło: Wyniki fazy grupowej na oficjalnej stronie EHF. (ang.).
Lp = pozycja; M = liczba meczów rozegranych; W = liczba meczów wygranych; R = liczba meczów zremisowanych;
 P = liczba meczów przegranych; B+ = bramki zdobyte; B- = bramki stracone;  Pkt = liczba zdobytych punktów;
(M) = tytuł mistrzowski; (S) = spadek; (A) = awans; (K) = wejście do rozgrywek międzynarodowych.

### Wyniki

#### 1. kolejka
| 1.1 października 201116:15 | FC Barcelona | 28:25(13:16) | Chambéry Savoie Handball | Palau Blaugrana, Barcelona, Hiszpania Widzów: 1300 Sędzia: Lars Geipel, Marcus Helbig |
| 1.1 października 201116:15 |              | 28:25(13:16) |                          | Palau Blaugrana, Barcelona, Hiszpania Widzów: 1300 Sędzia: Lars Geipel, Marcus Helbig |
| 1.1 października 201116:15 | 3× · 3×      | 28:25(13:16) | 5× · 3×                  | Palau Blaugrana, Barcelona, Hiszpania Widzów: 1300 Sędzia: Lars Geipel, Marcus Helbig |

| 2.12 lutego 201218:10 | IK Sävehof | 28:25(12:10) | RK Zagrzeb | Partillebohallen, Göteborg, Szwecja Widzów: 3200 Sędzia: Sorin-Laurenţiu Dinu, Constantin Din |
| 2.12 lutego 201218:10 |            | 28:25(12:10) |            | Partillebohallen, Göteborg, Szwecja Widzów: 3200 Sędzia: Sorin-Laurenţiu Dinu, Constantin Din |
| 2.12 lutego 201218:10 | 3× · 3×    | 28:25(12:10) | 6× · 2×    | Partillebohallen, Göteborg, Szwecja Widzów: 3200 Sędzia: Sorin-Laurenţiu Dinu, Constantin Din |

| 3.1 października 201119:00 | HC Bośnia BH Gas Sarajewo | 23:34(14:14) | Kadetten Schaffhausen | Dvorana Mirza Delibašić, Sarajewo, Bośnia i Hercegowina Widzów: 1000 Sędzia: Sorin-Laurentiu Dinu, Constantin Din |
| 3.1 października 201119:00 |                           | 23:34(14:14) |                       | Dvorana Mirza Delibašić, Sarajewo, Bośnia i Hercegowina Widzów: 1000 Sędzia: Sorin-Laurentiu Dinu, Constantin Din |
| 3.1 października 201119:00 | 3× · 3×                   | 23:34(14:14) | 2× · 3×               | Dvorana Mirza Delibašić, Sarajewo, Bośnia i Hercegowina Widzów: 1000 Sędzia: Sorin-Laurentiu Dinu, Constantin Din |

#### 2. kolejka
| 4.8 października 201120:15 | RK Zagrzeb | 33:19(16:9) | HC Bośnia BH Gas Sarajewo | Arena Zagreb, Zagrzeb, Chorwacja Widzów: 7000 Sędzia: Nenad Nikolić, Dušan Stojković |
| 4.8 października 201120:15 |            | 33:19(16:9) |                           | Arena Zagreb, Zagrzeb, Chorwacja Widzów: 7000 Sędzia: Nenad Nikolić, Dušan Stojković |
| 4.8 października 201120:15 | 3× · 3×    | 33:19(16:9) | 2× · 3×                   | Arena Zagreb, Zagrzeb, Chorwacja Widzów: 7000 Sędzia: Nenad Nikolić, Dušan Stojković |

| 5.6 października 201120:00 | Kadetten Schaffhausen | 26:30(13:14) | FC Barcelona | BBC Arena, Schaffhausen, Szwajcaria Widzów: 3100 Sędzia: Martin Gjeding, Mads Hansen |
| 5.6 października 201120:00 |                       | 26:30(13:14) |              | BBC Arena, Schaffhausen, Szwajcaria Widzów: 3100 Sędzia: Martin Gjeding, Mads Hansen |
| 5.6 października 201120:00 | 3×                    | 26:30(13:14) | 1× · 2×      | BBC Arena, Schaffhausen, Szwajcaria Widzów: 3100 Sędzia: Martin Gjeding, Mads Hansen |

| 6.9 października 201117:00 | Chambéry Savoie Handball | 33:30(17:17) | IK Sävehof   | Le Phare, Chambéry, Francja Widzów: 3500 Sędzia: Jewgienij Zotin, Nikołaj Wołodkow |
| 6.9 października 201117:00 |                          | 33:30(17:17) |              | Le Phare, Chambéry, Francja Widzów: 3500 Sędzia: Jewgienij Zotin, Nikołaj Wołodkow |
| 6.9 października 201117:00 | 2× · 3× · 1×             | 33:30(17:17) | 2× · 3× · 1× | Le Phare, Chambéry, Francja Widzów: 3500 Sędzia: Jewgienij Zotin, Nikołaj Wołodkow |

#### 3. kolejka
| 7.15 października 201116:15 | FC Barcelona | 36:24(17:12) | IK Sävehof | Palau Blaugrana, Barcelona, Hiszpania Widzów: 1850 Sędzia: Jiří Opava, Pavel Válek |
| 7.15 października 201116:15 |              | 36:24(17:12) |            | Palau Blaugrana, Barcelona, Hiszpania Widzów: 1850 Sędzia: Jiří Opava, Pavel Válek |
| 7.15 października 201116:15 | 4× · 3×      | 36:24(17:12) | 1× · 3×    | Palau Blaugrana, Barcelona, Hiszpania Widzów: 1850 Sędzia: Jiří Opava, Pavel Válek |

| 8.13 października 201120:00 | Kadetten Schaffhausen | 27:28(14:14) | RK Zagrzeb | BBC Arena, Schaffhausen, Szwajcaria Widzów: 3100 Sędzia: Peter Brunovský, Vladimír Čanda |
| 8.13 października 201120:00 |                       | 27:28(14:14) |            | BBC Arena, Schaffhausen, Szwajcaria Widzów: 3100 Sędzia: Peter Brunovský, Vladimír Čanda |
| 8.13 października 201120:00 | 3× · 2×               | 27:28(14:14) | 3× · 3×    | BBC Arena, Schaffhausen, Szwajcaria Widzów: 3100 Sędzia: Peter Brunovský, Vladimír Čanda |

| 9.15 października 201119:00 | HC Bośnia BH Gas Sarajewo | 18:25(9:14) | Chambéry Savoie Handball | Dvorana Mirza Delibašić, Sarajewo, Bośnia i Hercegowina Widzów: 1000 Sędzia: Dennis Engkebølle Stenrand, Anders Kaerlund Birch |
| 9.15 października 201119:00 |                           | 18:25(9:14) |                          | Dvorana Mirza Delibašić, Sarajewo, Bośnia i Hercegowina Widzów: 1000 Sędzia: Dennis Engkebølle Stenrand, Anders Kaerlund Birch |
| 9.15 października 201119:00 | 5× · 3×                   | 18:25(9:14) | 3× · 3×                  | Dvorana Mirza Delibašić, Sarajewo, Bośnia i Hercegowina Widzów: 1000 Sędzia: Dennis Engkebølle Stenrand, Anders Kaerlund Birch |

#### 4. kolejka
| 10.20 października 201119:10 | IK Sävehof | 24:20(13:11) | HC Bośnia BH Gas Sarajewo | Partillebohallen, Göteborg, Szwecja Widzów: 2150 Sędzia: Igor Covalciuc, Alexei Covalciuc |
| 10.20 października 201119:10 |            | 24:20(13:11) |                           | Partillebohallen, Göteborg, Szwecja Widzów: 2150 Sędzia: Igor Covalciuc, Alexei Covalciuc |
| 10.20 października 201119:10 | 3× · 2×    | 24:20(13:11) | 3× · 3×                   | Partillebohallen, Göteborg, Szwecja Widzów: 2150 Sędzia: Igor Covalciuc, Alexei Covalciuc |

| 11.22 października 201120:30 | Chambéry Savoie Handball | 33:29(18:16) | Kadetten Schaffhausen | Le Phare, Chambéry, Francja Widzów: 3800 Sędzia: Csaba Kékes, Pál Kékes |
| 11.22 października 201120:30 |                          | 33:29(18:16) |                       | Le Phare, Chambéry, Francja Widzów: 3800 Sędzia: Csaba Kékes, Pál Kékes |
| 11.22 października 201120:30 | 6× · 2×                  | 33:29(18:16) | 7× · 3×               | Le Phare, Chambéry, Francja Widzów: 3800 Sędzia: Csaba Kékes, Pál Kékes |

| 12.22 października 201120:15 | RK Zagrzeb | 30:31(14:13) | FC Barcelona | Arena Zagreb, Zagrzeb, Chorwacja Widzów: 13000 Sędzia: Bernd Methe, Reiner Methe |
| 12.22 października 201120:15 |            | 30:31(14:13) |              | Arena Zagreb, Zagrzeb, Chorwacja Widzów: 13000 Sędzia: Bernd Methe, Reiner Methe |
| 12.22 października 201120:15 | 4× · 3×    | 30:31(14:13) | 2× · 3×      | Arena Zagreb, Zagrzeb, Chorwacja Widzów: 13000 Sędzia: Bernd Methe, Reiner Methe |

#### 5. kolejka
| 13.20 listopada 201117:00 | Chambéry Savoie Handball | 26:28(14:14) | RK Zagrzeb | Le Phare, Chambéry, Francja Widzów: 4400 Sędzia: Martin Gjeding, Mads Hansen |
| 13.20 listopada 201117:00 |                          | 26:28(14:14) |            | Le Phare, Chambéry, Francja Widzów: 4400 Sędzia: Martin Gjeding, Mads Hansen |
| 13.20 listopada 201117:00 | 3×                       | 26:28(14:14) | 2× · 3×    | Le Phare, Chambéry, Francja Widzów: 4400 Sędzia: Martin Gjeding, Mads Hansen |

| 14.19 listopada 201119:00 | HC Bośnia BH Gas Sarajewo | 17:43(9:21) | FC Barcelona | Dvorana Mirza Delibašić, Sarajewo, Bośnia i Hercegowina Widzów: 4250 Sędzia: Ferenc Bonifert, Viktor Oláh |
| 14.19 listopada 201119:00 |                           | 17:43(9:21) |              | Dvorana Mirza Delibašić, Sarajewo, Bośnia i Hercegowina Widzów: 4250 Sędzia: Ferenc Bonifert, Viktor Oláh |
| 14.19 listopada 201119:00 | 6× · 3×                   | 17:43(9:21) | 2× · 3×      | Dvorana Mirza Delibašić, Sarajewo, Bośnia i Hercegowina Widzów: 4250 Sędzia: Ferenc Bonifert, Viktor Oláh |

| 15.17 listopada 201119:10 | IK Sävehof | 31:25(14:14) | Kadetten Schaffhausen | Partillebohallen, Göteborg, Szwecja Widzów: 2300 Sędzia: Lars Geipel, Marcus Helbig |
| 15.17 listopada 201119:10 |            | 31:25(14:14) |                       | Partillebohallen, Göteborg, Szwecja Widzów: 2300 Sędzia: Lars Geipel, Marcus Helbig |
| 15.17 listopada 201119:10 | 4× · 2×    | 31:25(14:14) | 2× · 3×               | Partillebohallen, Göteborg, Szwecja Widzów: 2300 Sędzia: Lars Geipel, Marcus Helbig |

#### 6. kolejka
| 16.26 listopada 201120:15 | RK Zagrzeb | 28:20(14:7) | Chambéry Savoie Handball | Arena Zagreb, Zagrzeb, Chorwacja Widzów: 8000 Sędzia: Kenneth Abrahamsen, Arne M. Kristiansen |
| 16.26 listopada 201120:15 |            | 28:20(14:7) |                          | Arena Zagreb, Zagrzeb, Chorwacja Widzów: 8000 Sędzia: Kenneth Abrahamsen, Arne M. Kristiansen |
| 16.26 listopada 201120:15 | 5× · 3×    | 28:20(14:7) | 3× · 1×                  | Arena Zagreb, Zagrzeb, Chorwacja Widzów: 8000 Sędzia: Kenneth Abrahamsen, Arne M. Kristiansen |

| 17.26 listopada 201116:15 | FC Barcelona | 37:19(20:10) | HC Bośnia BH Gas Sarajewo | Palau Blaugrana, Barcelona, Hiszpania Widzów: 1300 Sędzia: Ivan Pavićević, Miloš Ražnatović |
| 17.26 listopada 201116:15 |              | 37:19(20:10) |                           | Palau Blaugrana, Barcelona, Hiszpania Widzów: 1300 Sędzia: Ivan Pavićević, Miloš Ražnatović |
| 17.26 listopada 201116:15 | 3× · 3×      | 37:19(20:10) | 3× · 3× · 1×              | Palau Blaugrana, Barcelona, Hiszpania Widzów: 1300 Sędzia: Ivan Pavićević, Miloš Ražnatović |

| 18.24 listopada 201120:30 | Kadetten Schaffhausen | 40:32(20:14) | IK Sävehof | BBC Arena, Schaffhausen, Szwajcaria Widzów: 2100 Sędzia: Nenad Nikolić, Dušan Stojković |
| 18.24 listopada 201120:30 |                       | 40:32(20:14) |            | BBC Arena, Schaffhausen, Szwajcaria Widzów: 2100 Sędzia: Nenad Nikolić, Dušan Stojković |
| 18.24 listopada 201120:30 | 4× · 3×               | 40:32(20:14) | 4× · 3×    | BBC Arena, Schaffhausen, Szwajcaria Widzów: 2100 Sędzia: Nenad Nikolić, Dušan Stojković |

#### 7. kolejka
| 19.3 grudnia 201119:00 | HC Bośnia BH Gas Sarajewo | 21:26(11:14) | RK Zagrzeb | Dvorana Mirza Delibašić, Sarajewo, Bośnia i Hercegowina Widzów: 2000 Sędzia: Evgenij Zotin, Nikolaj Volodkov |
| 19.3 grudnia 201119:00 |                           | 21:26(11:14) |            | Dvorana Mirza Delibašić, Sarajewo, Bośnia i Hercegowina Widzów: 2000 Sędzia: Evgenij Zotin, Nikolaj Volodkov |
| 19.3 grudnia 201119:00 | 2× · 2×                   | 21:26(11:14) | 4× · 3×    | Dvorana Mirza Delibašić, Sarajewo, Bośnia i Hercegowina Widzów: 2000 Sędzia: Evgenij Zotin, Nikolaj Volodkov |

| 20.3 grudnia 201116:15 | FC Barcelona | 33:29(18:15) | Kadetten Schaffhausen | Palau Blaugrana, Barcelona, Hiszpania Widzów: 1450 Sędzia: Holger Fleisch, Jürgen Rieber |
| 20.3 grudnia 201116:15 |              | 33:29(18:15) |                       | Palau Blaugrana, Barcelona, Hiszpania Widzów: 1450 Sędzia: Holger Fleisch, Jürgen Rieber |
| 20.3 grudnia 201116:15 | 4× · 3×      | 33:29(18:15) | 1× · 3×               | Palau Blaugrana, Barcelona, Hiszpania Widzów: 1450 Sędzia: Holger Fleisch, Jürgen Rieber |

| 21.3 grudnia 201115:10 | IK Sävehof | 32:31(17:18) | Chambéry Savoie Handball | Partillebohallen, Göteborg, Szwecja Widzów: 2200 Sędzia: Per Olesen, Lars Ejby Pedersen |
| 21.3 grudnia 201115:10 |            | 32:31(17:18) |                          | Partillebohallen, Göteborg, Szwecja Widzów: 2200 Sędzia: Per Olesen, Lars Ejby Pedersen |
| 21.3 grudnia 201115:10 | 4× · 2×    | 32:31(17:18) | 5× · 3×                  | Partillebohallen, Göteborg, Szwecja Widzów: 2200 Sędzia: Per Olesen, Lars Ejby Pedersen |

#### 8. kolejka
| 22.12 lutego 201217:00 | Chambéry Savoie Handball | 19:30(10:15) | FC Barcelona | Le Phare, Chambéry, Francja Widzów: 4400 Sędzia: Jiří Opava, Pavel Válek |
| 22.12 lutego 201217:00 |                          | 19:30(10:15) |              | Le Phare, Chambéry, Francja Widzów: 4400 Sędzia: Jiří Opava, Pavel Válek |
| 22.12 lutego 201217:00 | 2× · 3×                  | 19:30(10:15) | 4× · 3×      | Le Phare, Chambéry, Francja Widzów: 4400 Sędzia: Jiří Opava, Pavel Válek |

| 23.29 września 201118:00 | RK Zagrzeb | 30:26(16:12) | IK Sävehof | Arena Zagreb, Zagrzeb, Chorwacja Widzów: 3000 Sędzia: Péter Horváth, Balazs Marton |
| 23.29 września 201118:00 |            | 30:26(16:12) |            | Arena Zagreb, Zagrzeb, Chorwacja Widzów: 3000 Sędzia: Péter Horváth, Balazs Marton |
| 23.29 września 201118:00 | 4× · 3×    | 30:26(16:12) | 2× · 3×    | Arena Zagreb, Zagrzeb, Chorwacja Widzów: 3000 Sędzia: Péter Horváth, Balazs Marton |

| 24.9 lutego 201220:00 | Kadetten Schaffhausen | 43:18(23:8) | HC Bośnia BH Gas Sarajewo | BBC Arena, Schaffhausen, Szwajcaria Widzów: 1600 Sędzia: Taras Kouz, Viktor Zhoba |
| 24.9 lutego 201220:00 |                       | 43:18(23:8) |                           | BBC Arena, Schaffhausen, Szwajcaria Widzów: 1600 Sędzia: Taras Kouz, Viktor Zhoba |
| 24.9 lutego 201220:00 | 5× · 3×               | 43:18(23:8) | 5× · 3×                   | BBC Arena, Schaffhausen, Szwajcaria Widzów: 1600 Sędzia: Taras Kouz, Viktor Zhoba |

#### 9. kolejka
| 25.18 lutego 201219:00 | HC Bośnia BH Gas Sarajewo | 21:38(8:19) | IK Sävehof | Dvorana Mirza Delibašić, Sarajewo, Bośnia i Hercegowina Widzów: 1000 Sędzia: Kürşad Erdoğan, İbrahim Özdeniz |
| 25.18 lutego 201219:00 |                           | 21:38(8:19) |            | Dvorana Mirza Delibašić, Sarajewo, Bośnia i Hercegowina Widzów: 1000 Sędzia: Kürşad Erdoğan, İbrahim Özdeniz |
| 25.18 lutego 201219:00 | 6× · 3×                   | 21:38(8:19) | 2× · 3×    | Dvorana Mirza Delibašić, Sarajewo, Bośnia i Hercegowina Widzów: 1000 Sędzia: Kürşad Erdoğan, İbrahim Özdeniz |

| 26.16 lutego 201220:00 | Kadetten Schaffhausen | 28:24(15:12) | Chambéry Savoie Handball | BBC Arena, Schaffhausen, Szwajcaria Widzów: 2400 Sędzia: Hlynur Leifsson, Anton Palsson |
| 26.16 lutego 201220:00 |                       | 28:24(15:12) |                          | BBC Arena, Schaffhausen, Szwajcaria Widzów: 2400 Sędzia: Hlynur Leifsson, Anton Palsson |
| 26.16 lutego 201220:00 | 4× · 3× · 1×          | 28:24(15:12) | 4× · 3×                  | BBC Arena, Schaffhausen, Szwajcaria Widzów: 2400 Sędzia: Hlynur Leifsson, Anton Palsson |

| 27.18 lutego 201216:15 | FC Barcelona | 29:30(14:15) | RK Zagrzeb | Palau Blaugrana, Barcelona, Hiszpania Widzów: 2600 Sędzia: Olivier Buy, Stevann Pichon |
| 27.18 lutego 201216:15 |              | 29:30(14:15) |            | Palau Blaugrana, Barcelona, Hiszpania Widzów: 2600 Sędzia: Olivier Buy, Stevann Pichon |
| 27.18 lutego 201216:15 | 2×           | 29:30(14:15) | 6× · 3×    | Palau Blaugrana, Barcelona, Hiszpania Widzów: 2600 Sędzia: Olivier Buy, Stevann Pichon |

#### 10. kolejka
| 28.26 lutego 201216:10 | IK Sävehof | 26:39(11:19) | FC Barcelona | Partillebohallen, Göteborg, Szwecja Widzów: 4 150 Sędzia: Andriej Gousko, Sierhij Repkin |
| 28.26 lutego 201216:10 |            | 26:39(11:19) |              | Partillebohallen, Göteborg, Szwecja Widzów: 4 150 Sędzia: Andriej Gousko, Sierhij Repkin |
| 28.26 lutego 201216:10 | 2× · 3×    | 26:39(11:19) | 1× · 3×      | Partillebohallen, Göteborg, Szwecja Widzów: 4 150 Sędzia: Andriej Gousko, Sierhij Repkin |

| 29.25 lutego 201220:30 | RK Zagrzeb | 31:28(16:14) | Kadetten Schaffhausen | Arena Zagreb, Zagrzeb, Chorwacja Widzów: 5 000 Sędzia: Shlomo Cohen, Yoram Peretz |
| 29.25 lutego 201220:30 |            | 31:28(16:14) |                       | Arena Zagreb, Zagrzeb, Chorwacja Widzów: 5 000 Sędzia: Shlomo Cohen, Yoram Peretz |
| 29.25 lutego 201220:30 | 4× · 3×    | 31:28(16:14) | 1× · 3×               | Arena Zagreb, Zagrzeb, Chorwacja Widzów: 5 000 Sędzia: Shlomo Cohen, Yoram Peretz |

| 30.25 lutego 201220:30 | Chambéry Savoie Handball | 40:19(20:11) | HC Bośnia BH Gas Sarajewo | Le Phare, Chambéry, Francja Widzów: 4 400 Sędzia: Miklos Andorka, Robert Hucker |
| 30.25 lutego 201220:30 |                          | 40:19(20:11) |                           | Le Phare, Chambéry, Francja Widzów: 4 400 Sędzia: Miklos Andorka, Robert Hucker |
| 30.25 lutego 201220:30 | 2× · 1×                  | 40:19(20:11) | 3× · 3× · 1×              | Le Phare, Chambéry, Francja Widzów: 4 400 Sędzia: Miklos Andorka, Robert Hucker |

## Grupa B

### Tabela
| Lp | Drużyna                | M  | Mecze | Mecze | Mecze | Bramki | Bramki | Bramki | Pkt | Uwagi |
| Lp | Drużyna                | M  | W     | R     | P     | +      | -      | +/-    | Pkt | Uwagi |
| -- | ---------------------- | -- | ----- | ----- | ----- | ------ | ------ | ------ | --- | ----- |
| 1  | Atlético Madryt        | 10 | 7     | 2     | 1     | 318    | 285    | +33    | 16  |       |
| 2  | MKB Veszprém KC        | 10 | 6     | 0     | 4     | 266    | 266    | 0      | 12  |       |
| 3  | Vive Targi Kielce      | 10 | 5     | 1     | 4     | 295    | 285    | +10    | 11  |       |
| 4  | Füchse Berlin          | 10 | 5     | 1     | 4     | 296    | 292    | +4     | 11  |       |
| 5  | Czechowskije Miedwiedi | 10 | 3     | 4     | 3     | 291    | 276    | +15    | 10  |       |
| 6  | Bjerringbro-Silkeborg  | 10 | 0     | 0     | 10    | 253    | 315    | −62    | 0   |       |

Aktualizacja do dnia 25 lutego 2012
Źródło: Wyniki fazy grupowej na oficjalnej stronie EHF. (ang.).
Lp = pozycja; M = liczba meczów rozegranych; W = liczba meczów wygranych; R = liczba meczów zremisowanych;
 P = liczba meczów przegranych; B+ = bramki zdobyte; B- = bramki stracone;  Pkt = liczba zdobytych punktów;
(M) = tytuł mistrzowski; (S) = spadek; (A) = awans; (K) = wejście do rozgrywek międzynarodowych.

### Wyniki

#### 1. kolejka
| 31.2 października 201118:45 | Czechowskije Miedwiedi | 31:31(15:18) | Füchse Berlin | Olimpijski Pałac Sportu Czechow, Rosja Widzów: 2000 Sędzia: Peter Brunovský, Vladimír Čanda |
| 31.2 października 201118:45 |                        | 31:31(15:18) |               | Olimpijski Pałac Sportu Czechow, Rosja Widzów: 2000 Sędzia: Peter Brunovský, Vladimír Čanda |
| 31.2 października 201118:45 | 2× · 3×                | 31:31(15:18) | 1× · 3×       | Olimpijski Pałac Sportu Czechow, Rosja Widzów: 2000 Sędzia: Peter Brunovský, Vladimír Čanda |

| 32.2 października 201115:00 | Vive Targi Kielce | 25:29(10:17) | MKB Veszprém KC | Hala Legionów, Kielce, Polska Widzów: 4000 Sędzia: Sławe Nikołow, Ǵorgi Naczewski |
| 32.2 października 201115:00 | Rastko Stojković 9 · Mariusz Jurasik 5 · Grzegorz Tkaczyk 3 · Þórir Ólafsson 2 · Uroš Zorman 2 · Denis Buntić 1 · Michał Jurecki 1 · Tomasz Rosiński 1 · Bartłomiej Tomczak 1 | 25:29(10:17) | 6 Marko Vujin · 5 Gábor Császár · 5 Gergő Iváncsik · 5 Renato Sulić · 2 Tamás Iváncsik · 2 Carlos Pérez · 2 Mirsad Terzić · 1 Péter Gulyás · 1 Ferenc Ilyés | Hala Legionów, Kielce, Polska Widzów: 4000 Sędzia: Sławe Nikołow, Ǵorgi Naczewski |
| 32.2 października 201115:00 | 3× · 3× | 25:29(10:17) | 5× · 3× | Hala Legionów, Kielce, Polska Widzów: 4000 Sędzia: Sławe Nikołow, Ǵorgi Naczewski |

| 33.2 października 201116:50 | Bjerringbro-Silkeborg | 27:30(16:15) | Atlético Madryt | Silkeborg-Hallerne Silkeborg, Dania Widzów: 10300 Sędzia: Nenad Krstic, Peter Ljubic |
| 33.2 października 201116:50 |                       | 27:30(16:15) |                 | Silkeborg-Hallerne Silkeborg, Dania Widzów: 10300 Sędzia: Nenad Krstic, Peter Ljubic |
| 33.2 października 201116:50 | 4× · 3×               | 27:30(16:15) | 3× · 3×         | Silkeborg-Hallerne Silkeborg, Dania Widzów: 10300 Sędzia: Nenad Krstic, Peter Ljubic |

#### 2. kolejka
| 34.8 października 201118:15 | MKB Veszprém KC | 32:25(17:11) | Bjerringbro-Silkeborg | Veszprem Arena, Veszprém, Węgry Widzów: 5000 Sędzia: Dalibor Jurinovic, Marko Mrvica |
| 34.8 października 201118:15 |                 | 32:25(17:11) |                       | Veszprem Arena, Veszprém, Węgry Widzów: 5000 Sędzia: Dalibor Jurinovic, Marko Mrvica |
| 34.8 października 201118:15 | 1× · 3×         | 32:25(17:11) | 1× · 3×               | Veszprem Arena, Veszprém, Węgry Widzów: 5000 Sędzia: Dalibor Jurinovic, Marko Mrvica |

| 35.9 października 201120:15 | Atlético Madryt | 30:30(18:14) | Czechowskije Miedwiedi | Palacio de Vistalegre, Madryt, Hiszpania Widzów: 4500 Sędzia: Thierry Dentz, Denis Reibel |
| 35.9 października 201120:15 |                 | 30:30(18:14) |                        | Palacio de Vistalegre, Madryt, Hiszpania Widzów: 4500 Sędzia: Thierry Dentz, Denis Reibel |
| 35.9 października 201120:15 | 3× · 3× · 1×    | 30:30(18:14) | 3× · 3× · 1×           | Palacio de Vistalegre, Madryt, Hiszpania Widzów: 4500 Sędzia: Thierry Dentz, Denis Reibel |

| 36.9 października 201117:30 | Füchse Berlin | 30:27(14:15) | Vive Targi Kielce | Max-Schmeling-Halle, Berlin, Niemcy Widzów: 7900 Sędzia: Nordine Lazaar, Laurent Reveret |
| 36.9 października 201117:30 | Torsten Laen 7 · Sven-Sören Christophersen 6 · Ivan Ninčević 4 · Mark Bult 3 · Alexander Petersson 3 · Iker Romero Fernández 3 · Bartłomiej Jaszka 2 · Markus Richwien 2 | 30:27(14:15) | 5 Grzegorz Tkaczyk · 4 Mariusz Jurasik · 4 Michał Jurecki · 4 Tomasz Rosiński · 3 Denis Buntić · 3 Mateusz Jachlewski · 3 Rastko Stojković · 1 Þórir Ólafsson | Max-Schmeling-Halle, Berlin, Niemcy Widzów: 7900 Sędzia: Nordine Lazaar, Laurent Reveret |
| 36.9 października 201117:30 | 1× · 3× | 30:27(14:15) | 7× · 3× | Max-Schmeling-Halle, Berlin, Niemcy Widzów: 7900 Sędzia: Nordine Lazaar, Laurent Reveret |

#### 3. kolejka
| 37.13 października 201119:00 | Czechowskije Miedwiedi | 30:31(17:17) | Vive Targi Kielce | Olimpijski Czechow, Czechow, Rosja Widzów: 2300 Sędzia: Nenad Nikolić, Dušan Stojković |
| 37.13 października 201119:00 | Siergij Szelmienko 8 · Michaił Czipurin 6 · Wasili Filippow 5 · Dmitrij Kowalew 4 · Siarhiej Harbok 3 · Eduard Kokszarow 2 · Timur Dibirow 1 · Andrey Starykh 1 | 30:31(17:17) | 9 Michał Jurecki · 6 Denis Buntić · 5 Þórir Ólafsson · 4 Rastko Stojković · 4 Grzegorz Tkaczyk · 2 Bartłomiej Tomczak · 1 Uroš Zorman | Olimpijski Czechow, Czechow, Rosja Widzów: 2300 Sędzia: Nenad Nikolić, Dušan Stojković |
| 37.13 października 201119:00 | 5× · 2× | 30:31(17:17) | 4× · 3× | Olimpijski Czechow, Czechow, Rosja Widzów: 2300 Sędzia: Nenad Nikolić, Dušan Stojković |

| 38.15 października 201120:15 | Atlético Madryt | 37:28(17:15) | MKB Veszprém KC | Palacio de Vistalegre, Madryt, Hiszpania Widzów: 4850 Sędzia: Hlynur Leifsson, Anton Palsson |
| 38.15 października 201120:15 |                 | 37:28(17:15) |                 | Palacio de Vistalegre, Madryt, Hiszpania Widzów: 4850 Sędzia: Hlynur Leifsson, Anton Palsson |
| 38.15 października 201120:15 | 2× · 3×         | 37:28(17:15) | 5× · 3×         | Palacio de Vistalegre, Madryt, Hiszpania Widzów: 4850 Sędzia: Hlynur Leifsson, Anton Palsson |

| 39.16 października 201115:00 | Bjerringbro-Silkeborg | 25:30(14:14) | Füchse Berlin | Silkeborg-Hallerne Silkeborg, Dania Widzów: 2000 Sędzia: Kenneth Abrahamsen, Arne M. Kristiansen |
| 39.16 października 201115:00 |                       | 25:30(14:14) |               | Silkeborg-Hallerne Silkeborg, Dania Widzów: 2000 Sędzia: Kenneth Abrahamsen, Arne M. Kristiansen |
| 39.16 października 201115:00 | 2× · 3×               | 25:30(14:14) | 5× · 2×       | Silkeborg-Hallerne Silkeborg, Dania Widzów: 2000 Sędzia: Kenneth Abrahamsen, Arne M. Kristiansen |

#### 4. kolejka
| 40.23 października 201115:00 | Vive Targi Kielce | 37:29(21:14) | Bjerringbro-Silkeborg | Hala Legionów, Kielce, Polska Widzów: 4000 Sędzia: Bogdan Nicolae Stark, Romeo Mihai Ștefan |
| 40.23 października 201115:00 | Denis Buntić 9 · Rastko Stojković 8 · Þórir Ólafsson 5 · Tomasz Rosiński 4 · Grzegorz Tkaczyk 4 · Michał Jurecki 3 · Bartłomiej Tomczak 2 · Uroš Zorman 1 | 37:29(21:14) | 6 Fredrik Petersen · 5 Simon Kristiansen · 5 Audräy Tuzolana · 3 Nikolaj Nielsen · 2 Espen Lie Hansen · 2 Guðmundur Árni Ólafsson · 2 Rasmus Lauge Schmidt · 2 Miha Žvižej · 1 Theis Baagøe · 1 Dennis Kirkegaard | Hala Legionów, Kielce, Polska Widzów: 4000 Sędzia: Bogdan Nicolae Stark, Romeo Mihai Ștefan |
| 40.23 października 201115:00 | 4× · 3× | 37:29(21:14) | 1× · 3× | Hala Legionów, Kielce, Polska Widzów: 4000 Sędzia: Bogdan Nicolae Stark, Romeo Mihai Ștefan |

| 41.23 października 201115:30 | Füchse Berlin | 33:37(15:17) | Atlético Madryt | Max-Schmeling-Halle, Berlin, Niemcy Widzów: 9000 Sędzia: Matija Gubica, Boris Milošević |
| 41.23 października 201115:30 |               | 33:37(15:17) |                 | Max-Schmeling-Halle, Berlin, Niemcy Widzów: 9000 Sędzia: Matija Gubica, Boris Milošević |
| 41.23 października 201115:30 | 2× · 3×       | 33:37(15:17) | 2× · 3×         | Max-Schmeling-Halle, Berlin, Niemcy Widzów: 9000 Sędzia: Matija Gubica, Boris Milošević |

| 42.22 października 201116:15 | MKB Veszprém KC | 24:22(10:10) | Czechowskije Miedwiedi | Veszprem Arena, Veszprém, Węgry Widzów: 5000 Sędzia: Václav Horáček, Jiří Novotný |
| 42.22 października 201116:15 |                 | 24:22(10:10) |                        | Veszprem Arena, Veszprém, Węgry Widzów: 5000 Sędzia: Václav Horáček, Jiří Novotný |
| 42.22 października 201116:15 | 3× · 2× · 1×    | 24:22(10:10) | 3× · 3× · 1×           | Veszprem Arena, Veszprém, Węgry Widzów: 5000 Sędzia: Václav Horáček, Jiří Novotný |

#### 5. kolejka
| 43.16 listopada 201119:15 | Füchse Berlin | 24:29(13:15) | MKB Veszprém KC | Max-Schmeling-Halle, Berlin, Niemcy Widzów: 6650 Sędzia: Sorin-Laurentiu Dinu, Constantin Din |
| 43.16 listopada 201119:15 |               | 24:29(13:15) |                 | Max-Schmeling-Halle, Berlin, Niemcy Widzów: 6650 Sędzia: Sorin-Laurentiu Dinu, Constantin Din |
| 43.16 listopada 201119:15 | 1× · 3×       | 24:29(13:15) | 7× · 3×         | Max-Schmeling-Halle, Berlin, Niemcy Widzów: 6650 Sędzia: Sorin-Laurentiu Dinu, Constantin Din |

| 44.20 listopada 201116:50 | Bjerringbro-Silkeborg | 25:35(11:22) | Czechowskije Miedwiedi | Silkeborg-Hallerne Silkeborg, Dania Widzów: 1700 Sędzia: Sławe Nikołow, Ǵorgi Naczewski |
| 44.20 listopada 201116:50 |                       | 25:35(11:22) |                        | Silkeborg-Hallerne Silkeborg, Dania Widzów: 1700 Sędzia: Sławe Nikołow, Ǵorgi Naczewski |
| 44.20 listopada 201116:50 | 2× · 3×               | 25:35(11:22) | 4× · 3×                | Silkeborg-Hallerne Silkeborg, Dania Widzów: 1700 Sędzia: Sławe Nikołow, Ǵorgi Naczewski |

| 45.16 listopada 201120:00 | Vive Targi Kielce | 29:37(14:19) | Atlético Madryt | Hala Legionów, Kielce, Polska Widzów: 4000 Sędzia: Václav Horáček, Jiří Novotný |
| 45.16 listopada 201120:00 | Michał Jurecki 11 · Denis Buntić 5 · Rastko Stojković 4 · Bartłomiej Tomczak 3 · Þórir Ólafsson 2 · Patryk Kuchczyński 1 · Tomasz Rosiński 1 · Grzegorz Tkaczyk 1 · Uroš Zorman 1 | 29:37(14:19) | 8 Kirił Łazarow · 8 Nikolaj Markussen · 5 Joan Cañellas Reixach · 5 Jonas Källman · 4 Eduard Fernández Roura · 2 Julen Aguinagalde · 2 Isaías Guardiola · 2 Garcia Roberto Parrondo · 1 Luc Abalo | Hala Legionów, Kielce, Polska Widzów: 4000 Sędzia: Václav Horáček, Jiří Novotný |
| 45.16 listopada 201120:00 | 1× · 3× | 29:37(14:19) | 3× | Hala Legionów, Kielce, Polska Widzów: 4000 Sędzia: Václav Horáček, Jiří Novotný |

#### 6. kolejka
| 46.27 listopada 201117:00 | MKB Veszprém KC | 24:33(10:15) | Füchse Berlin | Veszprem Arena, Veszprém, Węgry Widzów: 5000 Sędzia: Thierry Dentz, Denis Reibel |
| 46.27 listopada 201117:00 |                 | 24:33(10:15) |               | Veszprem Arena, Veszprém, Węgry Widzów: 5000 Sędzia: Thierry Dentz, Denis Reibel |
| 46.27 listopada 201117:00 | 4× · 3×         | 24:33(10:15) | 2× · 3×       | Veszprem Arena, Veszprém, Węgry Widzów: 5000 Sędzia: Thierry Dentz, Denis Reibel |

| 47.24 listopada 201119:00 | Czechowskije Miedwiedi | 30:23(15:13) | Bjerringbro-Silkeborg | Olimpijski Pałac Sportu Czechow, Rosja Widzów: 2000 Sędzia: Andrei Gousko, Siarhei Repkin |
| 47.24 listopada 201119:00 |                        | 30:23(15:13) |                       | Olimpijski Pałac Sportu Czechow, Rosja Widzów: 2000 Sędzia: Andrei Gousko, Siarhei Repkin |
| 47.24 listopada 201119:00 | 1× · 3×                | 30:23(15:13) | 4× · 3×               | Olimpijski Pałac Sportu Czechow, Rosja Widzów: 2000 Sędzia: Andrei Gousko, Siarhei Repkin |

| 48.27 listopada 201120:15 | Atlético Madryt | 28:27(13:13) | Vive Targi Kielce | Palacio de Vistalegre, Madryt, Hiszpania Widzów: 4850 Sędzia: Michal Badura, Jaroslav Ondogrecula |
| 48.27 listopada 201120:15 | Kirił Łazarow 7 · Luc Abalo 3 · Eduard Fernández Roura 3 · Julen Aguinagalde 2 · Joan Cañellas Reixach 2 · David Davis 2 · Alberto Entrerríos 2 · Isaías Guardiola 2 · Mariusz Jurkiewicz 2 · Garcia Roberto Parrondo 2 · José María Rodríguez Vaquero 1 | 28:27(13:13) | 6 Rastko Stojković · 6 Grzegorz Tkaczyk · 4 Denis Buntić · 3 Tomasz Rosiński · 3 Uroš Zorman · 2 Mariusz Jurasik · 2 Bartłomiej Tomczak · 1 Þórir Ólafsson | Palacio de Vistalegre, Madryt, Hiszpania Widzów: 4850 Sędzia: Michal Badura, Jaroslav Ondogrecula |
| 48.27 listopada 201120:15 | 1× · 3× | 28:27(13:13) | 2× · 3× | Palacio de Vistalegre, Madryt, Hiszpania Widzów: 4850 Sędzia: Michal Badura, Jaroslav Ondogrecula |

#### 7. kolejka
| 49.4 grudnia 201116:50 | Bjerringbro-Silkeborg | 19:25(5:14) | MKB Veszprém KC | Silkeborg-Hallerne Silkeborg, Dania Widzów: 1500 Sędzia: Aleksandar Pandžić, Ivan Mošorinski |
| 49.4 grudnia 201116:50 |                       | 19:25(5:14) |                 | Silkeborg-Hallerne Silkeborg, Dania Widzów: 1500 Sędzia: Aleksandar Pandžić, Ivan Mošorinski |
| 49.4 grudnia 201116:50 | 2× · 3×               | 19:25(5:14) | 2× · 2×         | Silkeborg-Hallerne Silkeborg, Dania Widzów: 1500 Sędzia: Aleksandar Pandžić, Ivan Mošorinski |

| 50.1 grudnia 201119:00 | Czechowskije Miedwiedi | 29:29(18:16) | Atlético Madryt | Olimpijski Pałac Sportu Czechow, Rosja Widzów: 2400 Sędzia: Dalibor Jurinovic, Marko Mrvica |
| 50.1 grudnia 201119:00 |                        | 29:29(18:16) |                 | Olimpijski Pałac Sportu Czechow, Rosja Widzów: 2400 Sędzia: Dalibor Jurinovic, Marko Mrvica |
| 50.1 grudnia 201119:00 | 7× · 2×                | 29:29(18:16) | 3× · 3×         | Olimpijski Pałac Sportu Czechow, Rosja Widzów: 2400 Sędzia: Dalibor Jurinovic, Marko Mrvica |

| 51.4 grudnia 201115:45 | Vive Targi Kielce | 32:29(15:17) | Füchse Berlin | Hala Legionów, Kielce, Polska Widzów: 4000 Sędzia: Andre Hansen, Oistein Pettersen |
| 51.4 grudnia 201115:45 | Rastko Stojković 6 · Denis Buntić 5 · Þórir Ólafsson 4 · Uroš Zorman 4 · Mariusz Jurasik 3 · Tomasz Rosiński 3 · Grzegorz Tkaczyk 3 · Michał Jurecki 2 · Bartłomiej Tomczak 2 | 32:29(15:17) | 8 Ivan Ninčević · 6 Sven-Sören Christophersen · 6 Alexander Petersson · 4 Torsten Laen · 3 Markus Richwien · 1 Bartłomiej Jaszka · 1 Denis Špoljarić | Hala Legionów, Kielce, Polska Widzów: 4000 Sędzia: Andre Hansen, Oistein Pettersen |
| 51.4 grudnia 201115:45 | 7× · 3× | 32:29(15:17) | 3× · 3× | Hala Legionów, Kielce, Polska Widzów: 4000 Sędzia: Andre Hansen, Oistein Pettersen |

#### 8. kolejka
| 52.12 lutego 201217:00 | Füchse Berlin | 31:28(17:19) | Czechowskije Miedwiedi | Max-Schmeling-Halle, Berlin, Niemcy Widzów: 8600 Sędzia: Nenad Krstič, Peter Ljubič |
| 52.12 lutego 201217:00 |               | 31:28(17:19) |                        | Max-Schmeling-Halle, Berlin, Niemcy Widzów: 8600 Sędzia: Nenad Krstič, Peter Ljubič |
| 52.12 lutego 201217:00 | 2× · 3×       | 31:28(17:19) | 4× · 2×                | Max-Schmeling-Halle, Berlin, Niemcy Widzów: 8600 Sędzia: Nenad Krstič, Peter Ljubič |

| 53.11 lutego 201216:15 | MKB Veszprém KC | 21:24(13:12) | Vive Targi Kielce | Veszprem Arena, Veszprém, Węgry Widzów: 5000 Sędzia: Martin Gjeding, Mads Hansen |
| 53.11 lutego 201216:15 | Gábor Császár 5 · Péter Gulyás 5 · Marko Vujin 5 · Carlos Pérez 3 · Gergő Iváncsik 1 · David Koražija 1 · Uroš Vilovski 1 | 21:24(13:12) | 9 Michał Jurecki · 5 Željko Musa · 3 Mateusz Jachlewski · 2 Denis Buntić · 2 Mariusz Jurasik · 2 Þórir Ólafsson · 1 Rastko Stojković | Veszprem Arena, Veszprém, Węgry Widzów: 5000 Sędzia: Martin Gjeding, Mads Hansen |
| 53.11 lutego 201216:15 | 4× · 3× | 21:24(13:12) | 7× · 2× | Veszprem Arena, Veszprém, Węgry Widzów: 5000 Sędzia: Martin Gjeding, Mads Hansen |

| 54.11 lutego 201220:45 | Atlético Madryt | 31:27(15:13) | Bjerringbro-Silkeborg | Palacio de Vistalegre, Madryt, Hiszpania Widzów: 3850 Sędzia: Jónas Elíasson, Ingvar Guðjónsson |
| 54.11 lutego 201220:45 |                 | 31:27(15:13) |                       | Palacio de Vistalegre, Madryt, Hiszpania Widzów: 3850 Sędzia: Jónas Elíasson, Ingvar Guðjónsson |
| 54.11 lutego 201220:45 | 1× · 3×         | 31:27(15:13) | 4× · 3×               | Palacio de Vistalegre, Madryt, Hiszpania Widzów: 3850 Sędzia: Jónas Elíasson, Ingvar Guðjónsson |

#### 9. kolejka
| 55.19 lutego 201215:30 | Bjerringbro-Silkeborg | 26:37(12:17) | Vive Targi Kielce | Silkeborg-Hallerne Silkeborg, Dania Widzów: 2000 Sędzia: Artūras Malašinskas, Andrius Grigalionis |
| 55.19 lutego 201215:30 | Mads Øris Nielsen 7 · Dennis Kirkegaard 6 · Robert Arrhenius 4 · Rasmus Lauge Schmidt 3 · Kasper Nielsen 2 · Fredrik Schilling Sørensen 2 · Simon Kristiansen 1 · Guðmundur Árni Ólafsson 1 | 26:37(12:17) | 8 Michał Jurecki · 6 Patryk Kuchczyński · 5 Grzegorz Tkaczyk · 4 Þórir Ólafsson · 4 Bartłomiej Tomczak · 3 Željko Musa · 2 Denis Buntić · 2 Mariusz Jurasik · 2 Rastko Stojković · 1 Mateusz Jachlewski | Silkeborg-Hallerne Silkeborg, Dania Widzów: 2000 Sędzia: Artūras Malašinskas, Andrius Grigalionis |
| 55.19 lutego 201215:30 | 2× · 3× | 26:37(12:17) | 8× · 3× | Silkeborg-Hallerne Silkeborg, Dania Widzów: 2000 Sędzia: Artūras Malašinskas, Andrius Grigalionis |

| 56.19 lutego 201215:45 | Atlético Madryt | 32:27(13:12) | Füchse Berlin | Palacio de Vistalegre, Madryt, Hiszpania Widzów: 6500 Sędzia: Sławe Nikołow, Ǵorgi Naczewski |
| 56.19 lutego 201215:45 |                 | 32:27(13:12) |               | Palacio de Vistalegre, Madryt, Hiszpania Widzów: 6500 Sędzia: Sławe Nikołow, Ǵorgi Naczewski |
| 56.19 lutego 201215:45 | 3× · 3×         | 32:27(13:12) | 2× · 3×       | Palacio de Vistalegre, Madryt, Hiszpania Widzów: 6500 Sędzia: Sławe Nikołow, Ǵorgi Naczewski |

| 57.16 lutego 201219:00 | Czechowskije Miedwiedi | 30:26(13:13) | MKB Veszprém KC | Olimpijski Pałac Sportu Czechow, Rosja Widzów: 2000 Sędzia: Zigmārs Stoļarovs, Renārs Līcis |
| 57.16 lutego 201219:00 |                        | 30:26(13:13) |                 | Olimpijski Pałac Sportu Czechow, Rosja Widzów: 2000 Sędzia: Zigmārs Stoļarovs, Renārs Līcis |
| 57.16 lutego 201219:00 | 3× · 3×                | 30:26(13:13) | 4× · 2×         | Olimpijski Pałac Sportu Czechow, Rosja Widzów: 2000 Sędzia: Zigmārs Stoļarovs, Renārs Līcis |

#### 10. kolejka
| 58.25 lutego 201217:00 | Vive Targi Kielce | 26:26(12:10) | Czechowskije Miedwiedi | Hala Legionów, Kielce, Polska Widzów: 4000 Sędzia: Hlynur Leifsson, Anton Palsson |
| 58.25 lutego 201217:00 | Michał Jurecki 9 · Željko Musa 6 · Denis Buntić 3 · Rastko Stojković 3 · Þórir Ólafsson 2 · Grzegorz Tkaczyk 2 · Bartłomiej Tomczak 1 | 26:26(12:10) | 9 Siarhiej Harbok · 5 Dmitrij Kowalew · 4 Timur Dibirow · 2 Samvel Aslanyan · 2 Eduard Kokszarow · 2 Siergij Szelmienko · 1 Michaił Czipurin · 1 Wasili Filippow | Hala Legionów, Kielce, Polska Widzów: 4000 Sędzia: Hlynur Leifsson, Anton Palsson |
| 58.25 lutego 201217:00 | 5× · 3× | 26:26(12:10) | 3× · 3× | Hala Legionów, Kielce, Polska Widzów: 4000 Sędzia: Hlynur Leifsson, Anton Palsson |

| 59.25 lutego 201217:00 | MKB Veszprém KC | 28:27(10:11) | Atlético Madryt | Veszprem Arena, Veszprém, Węgry Widzów: 5000 Sędzia: Nenad Krstič, Peter Ljubič |
| 59.25 lutego 201217:00 |                 | 28:27(10:11) |                 | Veszprem Arena, Veszprém, Węgry Widzów: 5000 Sędzia: Nenad Krstič, Peter Ljubič |
| 59.25 lutego 201217:00 | 3× · 3×         | 28:27(10:11) | 1× · 3× · 1×    | Veszprem Arena, Veszprém, Węgry Widzów: 5000 Sędzia: Nenad Krstič, Peter Ljubič |

| 60.25 lutego 201214:30 | Füchse Berlin | 28:27(14:13) | Bjerringbro-Silkeborg | Max-Schmeling-Halle, Berlin, Niemcy Widzów: 8850 Sędzia: Ivan Caçador, Eurico Nicolau |
| 60.25 lutego 201214:30 |               | 28:27(14:13) |                       | Max-Schmeling-Halle, Berlin, Niemcy Widzów: 8850 Sędzia: Ivan Caçador, Eurico Nicolau |
| 60.25 lutego 201214:30 | 2× · 1× · 1×  | 28:27(14:13) | 4× · 3× · 1×          | Max-Schmeling-Halle, Berlin, Niemcy Widzów: 8850 Sędzia: Ivan Caçador, Eurico Nicolau |

## Grupa C

### Tabela
| Lp | Drużyna            | M  | Mecze | Mecze | Mecze | Bramki | Bramki | Bramki | Pkt | Uwagi |
| Lp | Drużyna            | M  | W     | R     | P     | +      | -      | +/-    | Pkt | Uwagi |
| -- | ------------------ | -- | ----- | ----- | ----- | ------ | ------ | ------ | --- | ----- |
| 1  | HSV Hamburg        | 10 | 9     | 1     | 0     | 310    | 245    | +65    | 19  |       |
| 2  | RK Cimos Koper     | 10 | 5     | 3     | 2     | 267    | 248    | +19    | 13  |       |
| 3  | RK Metalurg Skopje | 10 | 5     | 2     | 3     | 254    | 231    | +23    | 12  |       |
| 4  | Orlen Wisła Płock  | 10 | 4     | 1     | 5     | 273    | 269    | +4     | 9   |       |
| 5  | St. Petersburg HC  | 10 | 2     | 1     | 7     | 241    | 301    | −60    | 5   |       |
| 6  | HCM Constanța      | 10 | 1     | 0     | 9     | 235    | 286    | −51    | 2   |       |

Aktualizacja do dnia 1 marca 2012
Źródło: Wyniki fazy grupowej na oficjalnej stronie EHF. (ang.).
Lp = pozycja; M = liczba meczów rozegranych; W = liczba meczów wygranych; R = liczba meczów zremisowanych;
 P = liczba meczów przegranych; B+ = bramki zdobyte; B- = bramki stracone;  Pkt = liczba zdobytych punktów;
(M) = tytuł mistrzowski; (S) = spadek; (A) = awans; (K) = wejście do rozgrywek międzynarodowych.

### Wyniki

#### 1. kolejka
| 61.29 września 201119:00 | HSV Hamburg | 32:20(15:10) | St. Petersburg HC | O2 World Hamburg, Hamburg, Niemcy Widzów: 2400 Sędzia: Jens Nybo, Leif Poulsen |
| 61.29 września 201119:00 |             | 32:20(15:10) |                   | O2 World Hamburg, Hamburg, Niemcy Widzów: 2400 Sędzia: Jens Nybo, Leif Poulsen |
| 61.29 września 201119:00 | 3× · 3×     | 32:20(15:10) | 4× · 3×           | O2 World Hamburg, Hamburg, Niemcy Widzów: 2400 Sędzia: Jens Nybo, Leif Poulsen |

| 62.1 października 201118:00 | RK Metalurg Skopje | 28:23(15:7) | RK Cimos Koper | Boris Trajkovski Sports Center, Skopje, Macedonia Widzów: 3500 Sędzia: Dalibor Jurinovic, Marko Mrvica |
| 62.1 października 201118:00 |                    | 28:23(15:7) |                | Boris Trajkovski Sports Center, Skopje, Macedonia Widzów: 3500 Sędzia: Dalibor Jurinovic, Marko Mrvica |
| 62.1 października 201118:00 | 3× · 3×            | 28:23(15:7) | 6× · 3×        | Boris Trajkovski Sports Center, Skopje, Macedonia Widzów: 3500 Sędzia: Dalibor Jurinovic, Marko Mrvica |

| 63.1 października 201115:00 | Orlen Wisła Płock | 30:29(13:15) | HCM Constanța | Orlen Arena, Płock, Polska Widzów: 3500 Sędzia: Oyvind Togstad, Rune Kristiansen |
| 63.1 października 201115:00 | Boštjan Kavaš 8 · Michał Kubisztal 8 · Arkadiusz Miszka 4 · Joakim Bäckström 3 · Christian Spanne 3 · Adam Wiśniewski 2 · Nikola Eklemović 1 · Muhamed Toromanović 1 | 30:29(13:15) | 10 Alexandru Stamate · 4 George Ionuț Buricea · 4 Marius Novanc · 3 Valentin Ghionea · 2 Iuliu Alexandru Csepreghi · 2 Nikolaos Riganas · 1 Branisław Angełowski · 1 Alexandru Gheorghe Sabou · 1 Marius Stavrositu · 1 Laurenţiu Toma | Orlen Arena, Płock, Polska Widzów: 3500 Sędzia: Oyvind Togstad, Rune Kristiansen |
| 63.1 października 201115:00 | 4× · 3× · 1× | 30:29(13:15) | 6× · 3× · 1× | Orlen Arena, Płock, Polska Widzów: 3500 Sędzia: Oyvind Togstad, Rune Kristiansen |

#### 2. kolejka
| 64.8 października 201120:00 | RK Cimos Koper | 27:24(14:13) | Orlen Wisła Płock | Sala Bonifika, Koper, Słowenia Widzów: 2100 Sędzia: Oscar Raluy Lopez, Angel Sabroso Ramirez |
| 64.8 października 201120:00 | Milorad Krivokapić 10 · Jure Dobelšek 5 · Matjaž Brumen 4 · Dean Bombač 2 · Uroš Bundalo 2 · Goran Bogunović 1 · Robi Konečnik 1 · Vladimir Osmajić 1 | 27:24(14:13) | 5 Muhamed Toromanović · 4 Christian Spanne · 3 Piotr Chrapkowski · 3 Boštjan Kavaš · 2 Joakim Bäckström · 2 Nikola Eklemović · 2 Michał Kubisztal · 2 Adam Wiśniewski · 1 Arkadiusz Miszka | Sala Bonifika, Koper, Słowenia Widzów: 2100 Sędzia: Oscar Raluy Lopez, Angel Sabroso Ramirez |
| 64.8 października 201120:00 | 8× · 3× | 27:24(14:13) | 4× · 3× | Sala Bonifika, Koper, Słowenia Widzów: 2100 Sędzia: Oscar Raluy Lopez, Angel Sabroso Ramirez |

| 65.6 października 201120:00 | HCM Constanța | 26:34(12:17) | HSV Hamburg | Romeo Iamandi, Buzău, Rumunia Widzów: 1500 Sędzia: Aleksandar Pandžić, Ivan Mošorinski |
| 65.6 października 201120:00 |               | 26:34(12:17) |             | Romeo Iamandi, Buzău, Rumunia Widzów: 1500 Sędzia: Aleksandar Pandžić, Ivan Mošorinski |
| 65.6 października 201120:00 | 1× · 3×       | 26:34(12:17) | 2× · 3×     | Romeo Iamandi, Buzău, Rumunia Widzów: 1500 Sędzia: Aleksandar Pandžić, Ivan Mošorinski |

| 66.9 października 201115:00 | St. Petersburg HC | 25:25(10:11) | RK Metalurg Skopje | Sportkompleks Ubileyniy, Sankt Petersburg, Rosja Widzów: 1500 Sędzia: Václav Horáček, Jiří Novotný |
| 66.9 października 201115:00 |                   | 25:25(10:11) |                    | Sportkompleks Ubileyniy, Sankt Petersburg, Rosja Widzów: 1500 Sędzia: Václav Horáček, Jiří Novotný |
| 66.9 października 201115:00 | 4× · 3×           | 25:25(10:11) | 5× · 3× · 1×       | Sportkompleks Ubileyniy, Sankt Petersburg, Rosja Widzów: 1500 Sędzia: Václav Horáček, Jiří Novotný |

#### 3. kolejka
| 67.16 października 201117:30 | HSV Hamburg | 32:25(18:12) | RK Metalurg Skopje | O2 World Hamburg, Hamburg, Niemcy Widzów: 3250 Sędzia: Nordine Lazaar, Laurent Reveret |
| 67.16 października 201117:30 |             | 32:25(18:12) |                    | O2 World Hamburg, Hamburg, Niemcy Widzów: 3250 Sędzia: Nordine Lazaar, Laurent Reveret |
| 67.16 października 201117:30 | 3× · 3×     | 32:25(18:12) | 4× · 1×            | O2 World Hamburg, Hamburg, Niemcy Widzów: 3250 Sędzia: Nordine Lazaar, Laurent Reveret |

| 68.13 października 201120:00 | HCM Constanța | 25:27(14:14) | RK Cimos Koper | Romeo Iamandi, Buzău, Rumunia Widzów: 1500 Sędzia: Zigmārs Stoļarovs, Renārs Līcis |
| 68.13 października 201120:00 |               | 25:27(14:14) |                | Romeo Iamandi, Buzău, Rumunia Widzów: 1500 Sędzia: Zigmārs Stoļarovs, Renārs Līcis |
| 68.13 października 201120:00 | 3× · 3×       | 25:27(14:14) | 3× · 3× · 1×   | Romeo Iamandi, Buzău, Rumunia Widzów: 1500 Sędzia: Zigmārs Stoļarovs, Renārs Līcis |

| 69.16 października 201116:00 | Orlen Wisła Płock | 30:26(17:11) | St. Petersburg HC | Orlen Arena, Płock, Polska Widzów: 3500 Sędzia: Péter Horváth, Márton Balázs |
| 69.16 października 201116:00 | Piotr Chrapkowski 6 · Adam Wiśniewski 5 · Michał Kubisztal 4 · Christian Spanne 4 · Muhamed Toromanović 4 · Arkadiusz Miszka 3 · Nikola Eklemović 2 · Boštjan Kavaš 2 | 30:26(17:11) | 5 Eldar Nasyrow · 5 Iwan Pronin · 3 Aleksandr Sanaszkin · 3 Aleksiej Szyndin · 2 Andriej Laszenko · 2 Igor Polakow · 2 Artiom Wyszniewskij · 1 Anatolij Czesłow · 1 Rusłan Gabojew · 1 Anton Muchin · 1 Aleksandr Pyszkin | Orlen Arena, Płock, Polska Widzów: 3500 Sędzia: Péter Horváth, Márton Balázs |
| 69.16 października 201116:00 | 5× · 2× | 30:26(17:11) | 3× · 3× | Orlen Arena, Płock, Polska Widzów: 3500 Sędzia: Péter Horváth, Márton Balázs |

#### 4. kolejka
| 70.20 października 201119:00 | RK Metalurg Skopje | 31:27(17:10) | Orlen Wisła Płock | Boris Trajkovski Sports Center, Skopje, Macedonia Widzów: 5500 Sędzia: Andrei Gousko, Siarhei Repkin |
| 70.20 października 201119:00 | Naumče Mojsovski 12 · Goce Georgijevski 5 · Stevče Alušovski 4 · Žarko Marković 4 · Filip Mirkułowski 3 · Mladen Rakčević 2 · Velko Markoski 1 | 31:27(17:10) | 5 Nikola Eklemović · 5 Boštjan Kavaš · 4 Piotr Chrapkowski · 4 Michał Kubisztal · 4 Arkadiusz Miszka · 2 Adam Wiśniewski · 1 Joakim Bäckström · 1 Christian Spanne · 1 Muhamed Toromanović | Boris Trajkovski Sports Center, Skopje, Macedonia Widzów: 5500 Sędzia: Andrei Gousko, Siarhei Repkin |
| 70.20 października 201119:00 | 3× · 3× | 31:27(17:10) | 4× · 3× | Boris Trajkovski Sports Center, Skopje, Macedonia Widzów: 5500 Sędzia: Andrei Gousko, Siarhei Repkin |

| 71.19 października 201119:00 | St. Petersburg HC | 27:25(14:10) | HCM Constanța | Sportkompleks Ubileyniy, Sankt Petersburg, Rosja Widzów: 800 Sędzia: Gregorio Muro San Jose, Alfonso Rodriguez Murcia |
| 71.19 października 201119:00 |                   | 27:25(14:10) |               | Sportkompleks Ubileyniy, Sankt Petersburg, Rosja Widzów: 800 Sędzia: Gregorio Muro San Jose, Alfonso Rodriguez Murcia |
| 71.19 października 201119:00 | 8× · 2×           | 27:25(14:10) | 8× · 3×       | Sportkompleks Ubileyniy, Sankt Petersburg, Rosja Widzów: 800 Sędzia: Gregorio Muro San Jose, Alfonso Rodriguez Murcia |

| 72.23 października 201119:00 | RK Cimos Koper | 23:24(10:17) | HSV Hamburg | Sala Bonifika, Koper, Słowenia Widzów: 2700 Sędzia: Michal Badura, Jaroslav Ondogrecula |
| 72.23 października 201119:00 |                | 23:24(10:17) |             | Sala Bonifika, Koper, Słowenia Widzów: 2700 Sędzia: Michal Badura, Jaroslav Ondogrecula |
| 72.23 października 201119:00 | 1× · 2×        | 23:24(10:17) | 2× · 3×     | Sala Bonifika, Koper, Słowenia Widzów: 2700 Sędzia: Michal Badura, Jaroslav Ondogrecula |

#### 5. kolejka
| 73.16 listopada 201120:00 | St. Petersburg HC | 26:35(16:18) | RK Cimos Koper | Sportkompleks Ubileyniy, Sankt Petersburg, Rosja Widzów: 1000 Sędzia: Claus Gramm Pedersen, Henrik Mortensen |
| 73.16 listopada 201120:00 |                   | 26:35(16:18) |                | Sportkompleks Ubileyniy, Sankt Petersburg, Rosja Widzów: 1000 Sędzia: Claus Gramm Pedersen, Henrik Mortensen |
| 73.16 listopada 201120:00 | 3× · 2×           | 26:35(16:18) | 5× · 3×        | Sportkompleks Ubileyniy, Sankt Petersburg, Rosja Widzów: 1000 Sędzia: Claus Gramm Pedersen, Henrik Mortensen |

| 74.19 listopada 201115:00 | Orlen Wisła Płock | 26:30(13:14) | HSV Hamburg | Orlen Arena, Płock, Polska Widzów: 5000 Sędzia: Ivan Cacador, Eurico Nicolau |
| 74.19 listopada 201115:00 | Michał Kubisztal 5 · Muhamed Toromanović 4 · Joakim Bäckström 3 · Nikola Eklemović 3 · Christian Spanne 3 · Boštjan Kavaš 2 · Paweł Paczkowski 2 · Piotr Chrapkowski 1 · Zbigniew Kwiatkowski 1 · Adam Wiśniewski 1 · Michał Zołoteńko 1 | 26:30(13:14) | 8 Pascal Hens · 3 Torsten Jansen · 3 Marcin Lijewski · 3 Igor Vori · 3 Renato Vugrinec · 2 Domagoj Duvnjak · 2 Matthias Flohr · 2 Hans Lindberg · 2 Stefan Schröder · 1 Michael Kraus · 1 Blaženko Lacković | Orlen Arena, Płock, Polska Widzów: 5000 Sędzia: Ivan Cacador, Eurico Nicolau |
| 74.19 listopada 201115:00 | 4× · 2× | 26:30(13:14) | 2× · 3× | Orlen Arena, Płock, Polska Widzów: 5000 Sędzia: Ivan Cacador, Eurico Nicolau |

| 75.19 listopada 201120:00 | RK Metalurg Skopje | 25:18(12:8) | HCM Constanța | Boris Trajkovski Sports Center, Skopje, Macedonia Widzów: 6700 Sędzia: Jens Nybo, Leif Poulsen |
| 75.19 listopada 201120:00 |                    | 25:18(12:8) |               | Boris Trajkovski Sports Center, Skopje, Macedonia Widzów: 6700 Sędzia: Jens Nybo, Leif Poulsen |
| 75.19 listopada 201120:00 | 1× · 3×            | 25:18(12:8) | 5× · 3×       | Boris Trajkovski Sports Center, Skopje, Macedonia Widzów: 6700 Sędzia: Jens Nybo, Leif Poulsen |

#### 6. kolejka
| 76.26 listopada 201117:00 | RK Cimos Koper | 30:23(13:10) | St. Petersburg HC | Sala Bonifika, Koper, Słowenia Widzów: 1500 Sędzia: Patrick Hakansson, Maths Nilsson |
| 76.26 listopada 201117:00 |                | 30:23(13:10) |                   | Sala Bonifika, Koper, Słowenia Widzów: 1500 Sędzia: Patrick Hakansson, Maths Nilsson |
| 76.26 listopada 201117:00 | 5× · 3×        | 30:23(13:10) | 4× · 3× · 1×      | Sala Bonifika, Koper, Słowenia Widzów: 1500 Sędzia: Patrick Hakansson, Maths Nilsson |

| 77.27 listopada 201115:30 | HSV Hamburg | 34:25(14:10) | Orlen Wisła Płock | O2 World Hamburg, Hamburg, Niemcy Widzów: 3250 Sędzia: Per Olesen, Lars Ejby Pedersen |
| 77.27 listopada 201115:30 | Hans Lindberg 7 · Matthias Flohr 6 · Domagoj Duvnjak 4 · Blaženko Lacković 4 · Pascal Hens 3 · Renato Vugrinec 3 · Marcin Lijewski 2 · Stefan Schröder 2 · Igor Vori 2 · Guillaume Gille 1 | 34:25(14:10) | 4 Adam Wiśniewski · 3 Piotr Chrapkowski · 3 Nikola Eklemović · 3 Paweł Paczkowski · 3 Christian Spanne · 3 Kamil Syprzak · 2 Joakim Bäckström · 2 Muhamed Toromanović · 2 Michał Zołoteńko | O2 World Hamburg, Hamburg, Niemcy Widzów: 3250 Sędzia: Per Olesen, Lars Ejby Pedersen |
| 77.27 listopada 201115:30 | 4× · 3× | 34:25(14:10) | 3× · 3× | O2 World Hamburg, Hamburg, Niemcy Widzów: 3250 Sędzia: Per Olesen, Lars Ejby Pedersen |

| 78.24 listopada 201120:00 | HCM Constanța | 20:19(9:12) | RK Metalurg Skopje | Romeo Iamandi, Buzău, Rumunia Widzów: 1200 Sędzia: Peter Brunovsky, Vladimir Canda |
| 78.24 listopada 201120:00 |               | 20:19(9:12) |                    | Romeo Iamandi, Buzău, Rumunia Widzów: 1200 Sędzia: Peter Brunovsky, Vladimir Canda |
| 78.24 listopada 201120:00 | 5× · 3×       | 20:19(9:12) | 3× · 3×            | Romeo Iamandi, Buzău, Rumunia Widzów: 1200 Sędzia: Peter Brunovsky, Vladimir Canda |

#### 7. kolejka
| 79.3 grudnia 201115:00 | Orlen Wisła Płock | 25:25(14:12) | RK Cimos Koper | Orlen Arena, Płock, Polska Widzów: 3500 Sędzia: Olivier Buy, Stevann Pichon |
| 79.3 grudnia 201115:00 | Boštjan Kavaš 4 · Christian Spanne 4 · Adam Wiśniewski 4 · Kamil Syprzak 3 · Michał Zołoteńko 3 · Piotr Chrapkowski 2 · Paweł Paczkowski 2 · Nikola Eklemović 1 · Michał Kubisztal 1 · Zbigniew Kwiatkowski 1 | 25:25(14:12) | 7 Matjaž Brumen · 7 Milorad Krivokapić · 4 Sebastian Skube · 3 Jure Dobelšek · 2 Goran Bogunović · 1 Dean Bombač · 1 Bojan Skoko | Orlen Arena, Płock, Polska Widzów: 3500 Sędzia: Olivier Buy, Stevann Pichon |
| 79.3 grudnia 201115:00 | 4× · 3× | 25:25(14:12) | 2× · 3× | Orlen Arena, Płock, Polska Widzów: 3500 Sędzia: Olivier Buy, Stevann Pichon |

| 80.1 grudnia 201119:00 | HSV Hamburg | 36:25(20:11) | HCM Constanța | O2 World Hamburg, Hamburg, Niemcy Widzów: 1950 Sędzia: Eydun Lindenskov Samuelsen, Andreas Falkvard Hansen |
| 80.1 grudnia 201119:00 |             | 36:25(20:11) |               | O2 World Hamburg, Hamburg, Niemcy Widzów: 1950 Sędzia: Eydun Lindenskov Samuelsen, Andreas Falkvard Hansen |
| 80.1 grudnia 201119:00 | 1× · 2×     | 36:25(20:11) | 1× · 3×       | O2 World Hamburg, Hamburg, Niemcy Widzów: 1950 Sędzia: Eydun Lindenskov Samuelsen, Andreas Falkvard Hansen |

| 81.3 grudnia 201118:00 | RK Metalurg Skopje | 32:19(16:7) | St. Petersburg HC | Boris Trajkovski Sports Center, Skopje, Macedonia Widzów: 7000 Sędzia: Csaba Kekes, Pal Kekes |
| 81.3 grudnia 201118:00 |                    | 32:19(16:7) |                   | Boris Trajkovski Sports Center, Skopje, Macedonia Widzów: 7000 Sędzia: Csaba Kekes, Pal Kekes |
| 81.3 grudnia 201118:00 | 1× · 3×            | 32:19(16:7) | 2× · 3× · 1×      | Boris Trajkovski Sports Center, Skopje, Macedonia Widzów: 7000 Sędzia: Csaba Kekes, Pal Kekes |

#### 8. kolejka
| 82.12 lutego 201216:00 | St. Petersburg HC | 25:36(13:17) | HSV Hamburg | Sportkompleks Ubileyniy, Sankt Petersburg, Rosja Widzów: 1500 Sędzia: Jan Erik Leandersson, Mikael Lindroos |
| 82.12 lutego 201216:00 |                   | 25:36(13:17) |             | Sportkompleks Ubileyniy, Sankt Petersburg, Rosja Widzów: 1500 Sędzia: Jan Erik Leandersson, Mikael Lindroos |
| 82.12 lutego 201216:00 | 4× · 3×           | 25:36(13:17) | 3× · 2×     | Sportkompleks Ubileyniy, Sankt Petersburg, Rosja Widzów: 1500 Sędzia: Jan Erik Leandersson, Mikael Lindroos |

| 83.11 lutego 201218:00 | RK Cimos Koper | 22:22(11:11) | RK Metalurg Skopje | Sala Bonifika, Koper, Słowenia Widzów: 2000 Sędzia: Kenneth Abrahamsen, Arne M. Kristiansen |
| 83.11 lutego 201218:00 |                | 22:22(11:11) |                    | Sala Bonifika, Koper, Słowenia Widzów: 2000 Sędzia: Kenneth Abrahamsen, Arne M. Kristiansen |
| 83.11 lutego 201218:00 | 3× · 3×        | 22:22(11:11) | 5× · 3× · 1×       | Sala Bonifika, Koper, Słowenia Widzów: 2000 Sędzia: Kenneth Abrahamsen, Arne M. Kristiansen |

| 84.9 lutego 201220:00 | HCM Constanța | 19:34(12:15) | Orlen Wisła Płock | Romeo Iamandi, Buzău, Rumunia Widzów: 1200 Sędzia: Milan Sivak, Peter Dvorsky |
| 84.9 lutego 201220:00 | Laurenţiu Toma 7 · Alexandru Stamate 3 · Gheorghe Alexandru Irimescu 2 · Marius Sadoveac 2 · Alexandru Viorel Şimicu 2 · Aleksandar Adžić 1 · Alexandru Gheorghe Sabou 1 · Marius Stavrositu 1 | 19:34(12:15) | 11 Michał Kubisztal · 7 Christian Spanne · 4 Boštjan Kavaš · 4 Muhamed Toromanović · 2 Luka Dobelšek · 2 Paweł Paczkowski · 2 Adam Wiśniewski · 1 Nikola Eklemović · 1 Zbigniew Kwiatkowski | Romeo Iamandi, Buzău, Rumunia Widzów: 1200 Sędzia: Milan Sivak, Peter Dvorsky |
| 84.9 lutego 201220:00 | 7× · 3× | 19:34(12:15) | 7× · 2× · 1× | Romeo Iamandi, Buzău, Rumunia Widzów: 1200 Sędzia: Milan Sivak, Peter Dvorsky |

#### 9. kolejka
| 85.19 lutego 201217:30 | Orlen Wisła Płock | 20:24(11:11) | RK Metalurg Skopje | Orlen Arena, Płock, Polska Widzów: 4100 Sędzia: Gregorio Muro San José, Alfonso Rodríguez Murcia |
| 85.19 lutego 201217:30 | Michał Kubisztal 6 · Paweł Paczkowski 2 · Christian Spanne 2 · Kamil Syprzak 2 · Adam Twardo 2 · Adam Wiśniewski 2 · Luka Dobelšek 1 · Nikola Eklemović 1 · Boštjan Kavaš 1 · Muhamed Toromanović 1 | 20:24(11:11) | 8 Žarko Marković · 7 Miladin Kozlina · 5 Wanczo Dimowski · 2 Naumče Mojsovski · 1 Dejan Manaskow · 1 Nikola Stojčevski | Orlen Arena, Płock, Polska Widzów: 4100 Sędzia: Gregorio Muro San José, Alfonso Rodríguez Murcia |
| 85.19 lutego 201217:30 | 3× · 3× | 20:24(11:11) | 4× · 2× | Orlen Arena, Płock, Polska Widzów: 4100 Sędzia: Gregorio Muro San José, Alfonso Rodríguez Murcia |

| 86.16 lutego 201220:00 | HCM Constanța | 24:26(9:12) | St. Petersburg HC | Romeo Iamandi, Buzău, Rumunia Widzów: 600 Sędzia: Andre Hansen, Oistein Pettersen |
| 86.16 lutego 201220:00 |               | 24:26(9:12) |                   | Romeo Iamandi, Buzău, Rumunia Widzów: 600 Sędzia: Andre Hansen, Oistein Pettersen |
| 86.16 lutego 201220:00 | 3× · 3×       | 24:26(9:12) | 8× · 3×           | Romeo Iamandi, Buzău, Rumunia Widzów: 600 Sędzia: Andre Hansen, Oistein Pettersen |

| 87.16 lutego 201219:00 | HSV Hamburg | 27:27(15:14) | RK Cimos Koper | O2 World Hamburg, Hamburg, Niemcy Widzów: 3200 Sędzia: Péter Horváth, Balazs Marton |
| 87.16 lutego 201219:00 |             | 27:27(15:14) |                | O2 World Hamburg, Hamburg, Niemcy Widzów: 3200 Sędzia: Péter Horváth, Balazs Marton |
| 87.16 lutego 201219:00 | 4× · 3×     | 27:27(15:14) | 4× · 3×        | O2 World Hamburg, Hamburg, Niemcy Widzów: 3200 Sędzia: Péter Horváth, Balazs Marton |

#### 10. kolejka
| 88.26 lutego 201218:30 | RK Metalurg Skopje | 23:25(14:12) | HSV Hamburg | Boris Trajkovski Sports Center, Skopje, Macedonia Widzów: 6950 Sędzia: Péter Herczeg, Péter Südi |
| 88.26 lutego 201218:30 |                    | 23:25(14:12) |             | Boris Trajkovski Sports Center, Skopje, Macedonia Widzów: 6950 Sędzia: Péter Herczeg, Péter Südi |
| 88.26 lutego 201218:30 | 1× · 3×            | 23:25(14:12) | 4× · 2×     | Boris Trajkovski Sports Center, Skopje, Macedonia Widzów: 6950 Sędzia: Péter Herczeg, Péter Südi |

| 89.25 lutego 201220:00 | RK Cimos Koper | 28:24(9:14) | HCM Constanța | Sala Bonifika, Koper, Słowenia Widzów: 1500 Sędzia: Dennis Engkebølle Stenrand, Anders Kaerlund Birch |
| 89.25 lutego 201220:00 |                | 28:24(9:14) |               | Sala Bonifika, Koper, Słowenia Widzów: 1500 Sędzia: Dennis Engkebølle Stenrand, Anders Kaerlund Birch |
| 89.25 lutego 201220:00 | 3× · 3×        | 28:24(9:14) | 3× · 3× · 1×  | Sala Bonifika, Koper, Słowenia Widzów: 1500 Sędzia: Dennis Engkebølle Stenrand, Anders Kaerlund Birch |

| 90.26 lutego 201215:00 | St. Petersburg HC | 24:32 | Orlen Wisła Płock | Sportkompleks Ubileyniy, Sankt Petersburg, Rosja Widzów: 700 Sędzia: Jiří Opava, Pavel Válek |
| 90.26 lutego 201215:00 | Aleksiej Szyndin 7 · Eldar Nasyrow 4 · Iwan Pronin 4 · Rusłan Gabojew 2 · Igor Polakow 2 · Aleksandr Pyszkin 2 · Aleksandr Sanaszkin 2 · Anatolij Czesłow 1 | 24:32 | 7 Christian Spanne · 6 Nikola Eklemović · 6 Adam Wiśniewski · 4 Muhamed Toromanović · 3 Boštjan Kavaš · 2 Michał Kubisztal · 1 Piotr Chrapkowski · 1 Kenneth Olsen · 1 Paweł Paczkowski · 1 Kamil Syprzak | Sportkompleks Ubileyniy, Sankt Petersburg, Rosja Widzów: 700 Sędzia: Jiří Opava, Pavel Válek |
| 90.26 lutego 201215:00 | 4× · 3× | 24:32 | 6× · 2× | Sportkompleks Ubileyniy, Sankt Petersburg, Rosja Widzów: 700 Sędzia: Jiří Opava, Pavel Válek |

## Grupa D

### Tabela
| Lp | Drużyna              | M  | Mecze | Mecze | Mecze | Bramki | Bramki | Bramki | Pkt | Uwagi |
| Lp | Drużyna              | M  | W     | R     | P     | +      | -      | +/-    | Pkt | Uwagi |
| -- | -------------------- | -- | ----- | ----- | ----- | ------ | ------ | ------ | --- | ----- |
| 1  | THW Kiel             | 10 | 7     | 2     | 1     | 318    | 263    | +55    | 16  |       |
| 2  | AG Kopenhaga         | 10 | 7     | 1     | 2     | 298    | 268    | +30    | 15  |       |
| 3  | CB Ademar León       | 10 | 6     | 1     | 3     | 302    | 296    | +6     | 13  |       |
| 4  | Montpellier Handball | 10 | 5     | 0     | 5     | 307    | 293    | +14    | 10  |       |
| 5  | MOL-Pick Szeged      | 10 | 3     | 0     | 7     | 285    | 316    | −31    | 6   |       |
| 6  | RK Partizan Belgrad  | 10 | 0     | 0     | 10    | 243    | 317    | −74    | 0   |       |

Aktualizacja do dnia 1 marca 2012
Źródło: Wyniki fazy grupowej na oficjalnej stronie EHF. (ang.).
Lp = pozycja; M = liczba meczów rozegranych; W = liczba meczów wygranych; R = liczba meczów zremisowanych;
 P = liczba meczów przegranych; B+ = bramki zdobyte; B- = bramki stracone;  Pkt = liczba zdobytych punktów;
(M) = tytuł mistrzowski; (S) = spadek; (A) = awans; (K) = wejście do rozgrywek międzynarodowych.

### Wyniki

#### 1. kolejka
| 91.2 października 201117:00 | Montpellier Handball | 38:34(19:18) | CB Ademar León | Arena Montpellier Pérols, Francja Widzów: 6500 Sędzia: Michal Badura, Jaroslav Ondogrecula |
| 91.2 października 201117:00 |                      | 38:34(19:18) |                | Arena Montpellier Pérols, Francja Widzów: 6500 Sędzia: Michal Badura, Jaroslav Ondogrecula |
| 91.2 października 201117:00 | 1× · 3×              | 38:34(19:18) | 3× · 2×        | Arena Montpellier Pérols, Francja Widzów: 6500 Sędzia: Michal Badura, Jaroslav Ondogrecula |

| 92.1 października 201117:00 | RK Partizan Belgrad | 25:31(12:16) | AG Kopenhaga | Millenium Hall Vršac, Serbia Widzów: 500 Sędzia: Ivan Cacador, Eurico Nicolau |
| 92.1 października 201117:00 |                     | 25:31(12:16) |              | Millenium Hall Vršac, Serbia Widzów: 500 Sędzia: Ivan Cacador, Eurico Nicolau |
| 92.1 października 201117:00 | 2× · 2×             | 25:31(12:16) | 2× · 2×      | Millenium Hall Vršac, Serbia Widzów: 500 Sędzia: Ivan Cacador, Eurico Nicolau |

| 93.2 października 201119:00 | SC Pick Szeged | 26:38(14:16) | THW Kiel | Varosi Sportcsarnok Szeged Szeged, Węgry Widzów: 3500 Sędzia: Bogdan Nicolae Stark, Romeo Mihai Ștefan |
| 93.2 października 201119:00 |                | 26:38(14:16) |          | Varosi Sportcsarnok Szeged Szeged, Węgry Widzów: 3500 Sędzia: Bogdan Nicolae Stark, Romeo Mihai Ștefan |
| 93.2 października 201119:00 | 2× · 3×        | 26:38(14:16) | 5× · 2×  | Varosi Sportcsarnok Szeged Szeged, Węgry Widzów: 3500 Sędzia: Bogdan Nicolae Stark, Romeo Mihai Ștefan |

#### 2. kolejka
| 94.9 października 201116:50 | AG Kopenhaga | 36:24(18:11) | SC Pick Szeged | Broendby Hallen Brøndby, Dania Widzów: 5500 Sędzia: Andrei Gousko, Siarhei Repkin |
| 94.9 października 201116:50 |              | 36:24(18:11) |                | Broendby Hallen Brøndby, Dania Widzów: 5500 Sędzia: Andrei Gousko, Siarhei Repkin |
| 94.9 października 201116:50 | 5× · 3×      | 36:24(18:11) | 3× · 1× · 1×   | Broendby Hallen Brøndby, Dania Widzów: 5500 Sędzia: Andrei Gousko, Siarhei Repkin |

| 95.9 października 201119:00 | THW Kiel | 23:24(14:10) | Montpellier Handball | Sparkassen-Arena Kiel, Niemcy Widzów: 10000 Sędzia: Kenneth Abrahamsen, Arne M. Kristiansen |
| 95.9 października 201119:00 |          | 23:24(14:10) |                      | Sparkassen-Arena Kiel, Niemcy Widzów: 10000 Sędzia: Kenneth Abrahamsen, Arne M. Kristiansen |
| 95.9 października 201119:00 | 2× · 3×  | 23:24(14:10) | 2× · 3× · 1×         | Sparkassen-Arena Kiel, Niemcy Widzów: 10000 Sędzia: Kenneth Abrahamsen, Arne M. Kristiansen |

| 96.8 października 201118:00 | CB Ademar León | 33:28(20:12) | RK Partizan Belgrad | Palacio de los Deportes León, Hiszpania Widzów: 3000 Sędzia: Andre Hansen, Oistein Pettersen |
| 96.8 października 201118:00 |                | 33:28(20:12) |                     | Palacio de los Deportes León, Hiszpania Widzów: 3000 Sędzia: Andre Hansen, Oistein Pettersen |
| 96.8 października 201118:00 | 2× · 3×        | 33:28(20:12) | 4× · 3×             | Palacio de los Deportes León, Hiszpania Widzów: 3000 Sędzia: Andre Hansen, Oistein Pettersen |

#### 3. kolejka
| 97.16 października 201117:00 | Montpellier Handball | 36:27(22:14) | RK Partizan Belgrad | Arena Montpellier Pérols, Francja Widzów: 7000 Sędzia: Radoslav Kavulič, Libor Skružný |
| 97.16 października 201117:00 |                      | 36:27(22:14) |                     | Arena Montpellier Pérols, Francja Widzów: 7000 Sędzia: Radoslav Kavulič, Libor Skružný |
| 97.16 października 201117:00 | 2× · 2×              | 36:27(22:14) | 7× · 3×             | Arena Montpellier Pérols, Francja Widzów: 7000 Sędzia: Radoslav Kavulič, Libor Skružný |

| 98.18 grudnia 201117:00 | THW Kiel | 28:26(12:14) | AG Kopenhaga | Sparkassen-Arena Kiel, Niemcy Widzów: 10250 Sędzia: Sławe Nikołow, Ǵorgi Naczewski |
| 98.18 grudnia 201117:00 |          | 28:26(12:14) |              | Sparkassen-Arena Kiel, Niemcy Widzów: 10250 Sędzia: Sławe Nikołow, Ǵorgi Naczewski |
| 98.18 grudnia 201117:00 | 3× · 3×  | 28:26(12:14) | 5× · 3×      | Sparkassen-Arena Kiel, Niemcy Widzów: 10250 Sędzia: Sławe Nikołow, Ǵorgi Naczewski |

| 99.15 października 201116:15 | SC Pick Szeged | 31:35(16:16) | CB Ademar León | Varosi Sportcsarnok Szeged Szeged, Węgry Widzów: 2000 Sędzia: Jewgienij Zotin, Nikołaj Wołodkow |
| 99.15 października 201116:15 |                | 31:35(16:16) |                | Varosi Sportcsarnok Szeged Szeged, Węgry Widzów: 2000 Sędzia: Jewgienij Zotin, Nikołaj Wołodkow |
| 99.15 października 201116:15 | 3× · 3× · 1×   | 31:35(16:16) | 4× · 3×        | Varosi Sportcsarnok Szeged Szeged, Węgry Widzów: 2000 Sędzia: Jewgienij Zotin, Nikołaj Wołodkow |

#### 4. kolejka
| 100.23 października 201119:00 | RK Partizan Belgrad | 23:29(13:16) | SC Pick Szeged | Millenium Hall Vršac, Serbia Widzów: 1100 Sędzia: Milan Sivák, Peter Dvorský |
| 100.23 października 201119:00 |                     | 23:29(13:16) |                | Millenium Hall Vršac, Serbia Widzów: 1100 Sędzia: Milan Sivák, Peter Dvorský |
| 100.23 października 201119:00 | 5× · 3×             | 23:29(13:16) | 8× · 3×        | Millenium Hall Vršac, Serbia Widzów: 1100 Sędzia: Milan Sivák, Peter Dvorský |

| 101.22 października 201117:00 | CB Ademar León | 28:28(12:15) | THW Kiel | Palacio de los Deportes León, Hiszpania Widzów: 5200 Sędzia: Hlynur Leifsson, Anton Palsson |
| 101.22 października 201117:00 |                | 28:28(12:15) |          | Palacio de los Deportes León, Hiszpania Widzów: 5200 Sędzia: Hlynur Leifsson, Anton Palsson |
| 101.22 października 201117:00 | 1× · 2×        | 28:28(12:15) | 4× · 3×  | Palacio de los Deportes León, Hiszpania Widzów: 5200 Sędzia: Hlynur Leifsson, Anton Palsson |

| 102.23 października 201116:50 | AG Kopenhaga | 31:29(21:12) | Montpellier Handball | Broendby Hallen Brøndby, Dania Widzów: 5600 Sędzia: Sorin-Laurentiu Dinu, Constantin Din |
| 102.23 października 201116:50 |              | 31:29(21:12) |                      | Broendby Hallen Brøndby, Dania Widzów: 5600 Sędzia: Sorin-Laurentiu Dinu, Constantin Din |
| 102.23 października 201116:50 | 5× · 2×      | 31:29(21:12) | 3× · 2×              | Broendby Hallen Brøndby, Dania Widzów: 5600 Sędzia: Sorin-Laurentiu Dinu, Constantin Din |

#### 5. kolejka
| 103.19 listopada 201119:00 | CB Ademar León | 28:26(14:12) | AG Kopenhaga | Palacio de los Deportes León, Hiszpania Widzów: 5000 Sędzia: Nenad Krstic, Peter Ljubic |
| 103.19 listopada 201119:00 |                | 28:26(14:12) |              | Palacio de los Deportes León, Hiszpania Widzów: 5000 Sędzia: Nenad Krstic, Peter Ljubic |
| 103.19 listopada 201119:00 | 1× · 3×        | 28:26(14:12) | 5× · 3×      | Palacio de los Deportes León, Hiszpania Widzów: 5000 Sędzia: Nenad Krstic, Peter Ljubic |

| 104.19 listopada 201116:15 | SC Pick Szeged | 38:35(18:17) | Montpellier Handball | Varosi Sportcsarnok Szeged Szeged, Węgry Widzów: 3500 Sędzia: Taras Kouz, Viktor Zhoba |
| 104.19 listopada 201116:15 |                | 38:35(18:17) |                      | Varosi Sportcsarnok Szeged Szeged, Węgry Widzów: 3500 Sędzia: Taras Kouz, Viktor Zhoba |
| 104.19 listopada 201116:15 | 4× · 3×        | 38:35(18:17) | 7× · 2×              | Varosi Sportcsarnok Szeged Szeged, Węgry Widzów: 3500 Sędzia: Taras Kouz, Viktor Zhoba |

| 105.23 listopada 201119:00 | RK Partizan Belgrad | 24:35(10:19) | THW Kiel | Sportski Centar „Vozdovac” Belgrad, Serbia Widzów: 2700 Sędzia: Marek Baranowski, Bogdan Lemanowicz |
| 105.23 listopada 201119:00 |                     | 24:35(10:19) |          | Sportski Centar „Vozdovac” Belgrad, Serbia Widzów: 2700 Sędzia: Marek Baranowski, Bogdan Lemanowicz |
| 105.23 listopada 201119:00 | 2× · 3×             | 24:35(10:19) | 2× · 3×  | Sportski Centar „Vozdovac” Belgrad, Serbia Widzów: 2700 Sędzia: Marek Baranowski, Bogdan Lemanowicz |

#### 6. kolejka
| 10627 listopada 201116:50 | AG Kopenhaga | 30:29(15:16) | CB Ademar León | Broendby Hallen Brøndby, Dania Widzów: 5600 Sędzia: Jonas Eliasson, Ingvar Gudjonsson |
| 10627 listopada 201116:50 |              | 30:29(15:16) |                | Broendby Hallen Brøndby, Dania Widzów: 5600 Sędzia: Jonas Eliasson, Ingvar Gudjonsson |
| 10627 listopada 201116:50 | 3× · 3×      | 30:29(15:16) | 1× · 3×        | Broendby Hallen Brøndby, Dania Widzów: 5600 Sędzia: Jonas Eliasson, Ingvar Gudjonsson |

| 107.18 grudnia 201117:00 | Montpellier Handball | 29:26(17:14) | SC Pick Szeged | Arena Montpellier Pérols, Francja Widzów: 7500 Sędzia: Ivan Caçador, Eurico Nicolau |
| 107.18 grudnia 201117:00 |                      | 29:26(17:14) |                | Arena Montpellier Pérols, Francja Widzów: 7500 Sędzia: Ivan Caçador, Eurico Nicolau |
| 107.18 grudnia 201117:00 | 6× · 3×              | 29:26(17:14) | 4× · 3×        | Arena Montpellier Pérols, Francja Widzów: 7500 Sędzia: Ivan Caçador, Eurico Nicolau |

| 108.20 listopada 201117:00 | THW Kiel | 36:28(17:18) | RK Partizan Belgrad | Sparkassen-Arena Kiel, Niemcy Widzów: 8000 Sędzia: Andrei Gousko, Siarhei Repkin |
| 108.20 listopada 201117:00 |          | 36:28(17:18) |                     | Sparkassen-Arena Kiel, Niemcy Widzów: 8000 Sędzia: Andrei Gousko, Siarhei Repkin |
| 108.20 listopada 201117:00 | 4× · 3×  | 36:28(17:18) | 3× · 3×             | Sparkassen-Arena Kiel, Niemcy Widzów: 8000 Sędzia: Andrei Gousko, Siarhei Repkin |

#### 7. kolejka
| 109.4 grudnia 201115:00 | SC Pick Szeged | 31:34(17:19) | AG Kopenhaga | Varosi Sportcsarnok Szeged Szeged, Węgry Widzów: 3500 Sędzia: André Philipp Buache, Marco Meyer |
| 109.4 grudnia 201115:00 |                | 31:34(17:19) |              | Varosi Sportcsarnok Szeged Szeged, Węgry Widzów: 3500 Sędzia: André Philipp Buache, Marco Meyer |
| 109.4 grudnia 201115:00 | 2× · 3×        | 31:34(17:19) | 4× · 2×      | Varosi Sportcsarnok Szeged Szeged, Węgry Widzów: 3500 Sędzia: André Philipp Buache, Marco Meyer |

| 110.4 grudnia 201117:15 | Montpellier Handball | 31:34(17:16) | THW Kiel     | Arena Montpellier Pérols, Francja Widzów: 8500 Sędzia: Nenad Krstic, Peter Ljubic |
| 110.4 grudnia 201117:15 |                      | 31:34(17:16) |              | Arena Montpellier Pérols, Francja Widzów: 8500 Sędzia: Nenad Krstic, Peter Ljubic |
| 110.4 grudnia 201117:15 | 2× · 3×              | 31:34(17:16) | 5× · 3× · 1× | Arena Montpellier Pérols, Francja Widzów: 8500 Sędzia: Nenad Krstic, Peter Ljubic |

| 111.4 grudnia 201119:00 | RK Partizan Belgrad | 24:27(10:14) | CB Ademar León | Sportski Centar „Vozdovac” Belgrad, Serbia Widzów: 1000 Sędzia: Anatoliy Novikov, Ruslan Perepilitsy |
| 111.4 grudnia 201119:00 |                     | 24:27(10:14) |                | Sportski Centar „Vozdovac” Belgrad, Serbia Widzów: 1000 Sędzia: Anatoliy Novikov, Ruslan Perepilitsy |
| 111.4 grudnia 201119:00 | 5× · 3×             | 24:27(10:14) | 1× · 3×        | Sportski Centar „Vozdovac” Belgrad, Serbia Widzów: 1000 Sędzia: Anatoliy Novikov, Ruslan Perepilitsy |

#### 8. kolejka
| 112.12 lutego 201218:30 | CB Ademar León | 29:28(13:12) | Montpellier Handball | Palacio de los Deportes León, Hiszpania Widzów: 5200 Sędzia: Nenad Nikolić, Dušan Stojković |
| 112.12 lutego 201218:30 |                | 29:28(13:12) |                      | Palacio de los Deportes León, Hiszpania Widzów: 5200 Sędzia: Nenad Nikolić, Dušan Stojković |
| 112.12 lutego 201218:30 | 6× · 3×        | 29:28(13:12) | 5× · 3×              | Palacio de los Deportes León, Hiszpania Widzów: 5200 Sędzia: Nenad Nikolić, Dušan Stojković |

| 113.12 lutego 201216:50 | AG Kopenhaga | 29:23(18:11) | RK Partizan Belgrad | Broendby Hallen Brøndby, Dania Widzów: 5600 Sędzia: Milan Hajek, Karel Macho |
| 113.12 lutego 201216:50 |              | 29:23(18:11) |                     | Broendby Hallen Brøndby, Dania Widzów: 5600 Sędzia: Milan Hajek, Karel Macho |
| 113.12 lutego 201216:50 | 3×           | 29:23(18:11) | 4× · 2×             | Broendby Hallen Brøndby, Dania Widzów: 5600 Sędzia: Milan Hajek, Karel Macho |

| 114.9 lutego 201219:00 | THW Kiel | 34:24(18:12) | SC Pick Szeged | Sparkassen-Arena Kiel, Niemcy Widzów: 10000 Sędzia: Dalibor Jurinović, Marko Mrvica |
| 114.9 lutego 201219:00 |          | 34:24(18:12) |                | Sparkassen-Arena Kiel, Niemcy Widzów: 10000 Sędzia: Dalibor Jurinović, Marko Mrvica |
| 114.9 lutego 201219:00 | 3×       | 34:24(18:12) | 1× · 3×        | Sparkassen-Arena Kiel, Niemcy Widzów: 10000 Sędzia: Dalibor Jurinović, Marko Mrvica |

#### 9. kolejka
| 115.18 lutego 201216:15 | SC Pick Szeged | 31:21(13:10) | RK Partizan Belgrad | Varosi Sportcsarnok Szeged Szeged, Węgry Widzów: 2500 Sędzia: Ihar Yudchyts, Siarhei Kot |
| 115.18 lutego 201216:15 |                | 31:21(13:10) |                     | Varosi Sportcsarnok Szeged Szeged, Węgry Widzów: 2500 Sędzia: Ihar Yudchyts, Siarhei Kot |
| 115.18 lutego 201216:15 | 2× · 3×        | 31:21(13:10) | 5× · 3×             | Varosi Sportcsarnok Szeged Szeged, Węgry Widzów: 2500 Sędzia: Ihar Yudchyts, Siarhei Kot |

| 116.19 lutego 201218:45 | THW Kiel | 38:28(19:13) | CB Ademar León | Sparkassen-Arena Kiel, Niemcy Widzów: 10000 Sędzia: Václav Horáček, Jiří Novotný |
| 116.19 lutego 201218:45 |          | 38:28(19:13) |                | Sparkassen-Arena Kiel, Niemcy Widzów: 10000 Sędzia: Václav Horáček, Jiří Novotný |
| 116.19 lutego 201218:45 | 5× · 3×  | 38:28(19:13) | 6× · 3× · 1×   | Sparkassen-Arena Kiel, Niemcy Widzów: 10000 Sędzia: Václav Horáček, Jiří Novotný |

| 117.19 lutego 201217:00 | Montpellier Handball | 27:31(14:17) | AG Kopenhaga | Arena Montpellier Pérols, Francja Widzów: 8000 Sędzia: Matija Gubica, Boris Milošević |
| 117.19 lutego 201217:00 |                      | 27:31(14:17) |              | Arena Montpellier Pérols, Francja Widzów: 8000 Sędzia: Matija Gubica, Boris Milošević |
| 117.19 lutego 201217:00 | 1× · 3×              | 27:31(14:17) | 3× · 3×      | Arena Montpellier Pérols, Francja Widzów: 8000 Sędzia: Matija Gubica, Boris Milošević |

#### 10. kolejka
| 118.26 lutego 201219:00 | RK Partizan Belgrad | 20:30(7:16) | Montpellier Handball | Sportski Centar „Vozdovac” Belgrad, Serbia Widzów: 1000 Sędzia: Bogdan Nicolae Stark, Romeo Mihai Ștefan |
| 118.26 lutego 201219:00 |                     | 20:30(7:16) |                      | Sportski Centar „Vozdovac” Belgrad, Serbia Widzów: 1000 Sędzia: Bogdan Nicolae Stark, Romeo Mihai Ștefan |
| 118.26 lutego 201219:00 | 4× · 3×             | 20:30(7:16) | 1× · 3×              | Sportski Centar „Vozdovac” Belgrad, Serbia Widzów: 1000 Sędzia: Bogdan Nicolae Stark, Romeo Mihai Ștefan |

| 119.26 lutego 201216:50 | AG Kopenhaga | 24:24(11:11) | THW Kiel | Broendby Hallen Brøndby, Dania Widzów: 5600 Sędzia: Kenneth Abrahamsen, Arne M. Kristiansen |
| 119.26 lutego 201216:50 |              | 24:24(11:11) |          | Broendby Hallen Brøndby, Dania Widzów: 5600 Sędzia: Kenneth Abrahamsen, Arne M. Kristiansen |
| 119.26 lutego 201216:50 | 3× · 2×      | 24:24(11:11) | 3× · 2×  | Broendby Hallen Brøndby, Dania Widzów: 5600 Sędzia: Kenneth Abrahamsen, Arne M. Kristiansen |

| 120.26 lutego 201218:00 | CB Ademar León | 31:25(17:10) | SC Pick Szeged | Palacio de los Deportes León, Hiszpania Widzów: 3500 Sędzia: Marek Baranowski, Bogdan Lemanowicz |
| 120.26 lutego 201218:00 |                | 31:25(17:10) |                | Palacio de los Deportes León, Hiszpania Widzów: 3500 Sędzia: Marek Baranowski, Bogdan Lemanowicz |
| 120.26 lutego 201218:00 | 4× · 3×        | 31:25(17:10) | 5× · 3×        | Palacio de los Deportes León, Hiszpania Widzów: 3500 Sędzia: Marek Baranowski, Bogdan Lemanowicz |

## 1/8 finału
| Drużyna 1                            | Wynik dwumeczu | Drużyna 2       | Pierwszy mecz | Drugi mecz |
| ------------------------------------ | -------------- | --------------- | ------------- | ---------- |
| Füchse Berlin                        | 56:53          | HSV Hamburg     | 32:30         | 24:23      |
| Montpellier Handball                 | 50:64          | FC Barcelona    | 30:28         | 20:36      |
| Orlen Wisła Płock                    | 48:63          | THW Kiel        | 24:36         | 24:27      |
| Kadetten Schaffhausen                | 57:62          | Atlético Madryt | 27:36         | 30:26      |
| CB Ademar León                       | 56:55          | MKB Veszprém KC | 31:28         | 25:27      |
| Vive Targi Kielce                    | 50:51          | RK Cimos Koper  | 27:26         | 23:25      |
| RK Metalurg Skopje                   | 40:44          | RK Zagrzeb      | 19:18         | 21:26      |
| IK Sävehof                           | 49:60          | AG Kopenhaga    | 25:34         | 24:26      |
| Po lewej gospodarz pierwszego meczu. |                |                 |               |            |

### Runda pierwsza
| 1.18 marca 201216:00 | Füchse Berlin | 32:30(15:15) | HSV Hamburg | Max-Schmeling-Halle Berlin, Niemcy Widzów: 8900 Sędzia: Martin Gjeding, Mads Hansen |
| 1.18 marca 201216:00 |               | 32:30(15:15) |             | Max-Schmeling-Halle Berlin, Niemcy Widzów: 8900 Sędzia: Martin Gjeding, Mads Hansen |
| 1.18 marca 201216:00 | 1× · 2×       | 32:30(15:15) | 4× · 3×     | Max-Schmeling-Halle Berlin, Niemcy Widzów: 8900 Sędzia: Martin Gjeding, Mads Hansen |

| 3.18 marca 201217:00 | Montpellier Handball | 30:28(17:11) | FC Barcelona | Arena Montpellier Pérols, Francja Widzów: 3000 Sędzia: Václav Horáček, Jiří Novotný |
| 3.18 marca 201217:00 |                      | 30:28(17:11) |              | Arena Montpellier Pérols, Francja Widzów: 3000 Sędzia: Václav Horáček, Jiří Novotný |
| 3.18 marca 201217:00 | 5× · 3× · 1×         | 30:28(17:11) | 4× · 3×      | Arena Montpellier Pérols, Francja Widzów: 3000 Sędzia: Václav Horáček, Jiří Novotný |

| 5.14 marca 201220:00 | Orlen Wisła Płock | 24:36(12:14) | THW Kiel | Orlen Arena Płock, Polska Widzów: 5100 Sędzia: Bogdan Nicolae Stark, Romeo Mihai Ștefan |
| 5.14 marca 201220:00 | Christian Spanne 6 · Adam Wiśniewski 5 · Boštjan Kavaš 4 · Muhamed Toromanović 4 · Luka Dobelšek 3 · Nikola Eklemović 2 | 24:36(12:14) | 7 Filip Jícha · 5 Marcus Ahlm · 5 Kim Andersson · 5 Dominik Klein · 5 Christian Sprenger · 3 Momir Ilić · 3 Aron Pálmarsson · 2 Christian Zeitz · 1 Daniel Narcisse | Orlen Arena Płock, Polska Widzów: 5100 Sędzia: Bogdan Nicolae Stark, Romeo Mihai Ștefan |
| 5.14 marca 201220:00 | 3× · 3× | 24:36(12:14) | 1× · 2× | Orlen Arena Płock, Polska Widzów: 5100 Sędzia: Bogdan Nicolae Stark, Romeo Mihai Ștefan |

| 7.15 marca 201219:30 | Kadetten Schaffhausen | 27:36(11:15) | Atlético Madryt | BBC Arena Schaffhausen, Szwajcaria Widzów: 3400 Sędzia: Vaidas Mažeika, Mindaugas Gatelis |
| 7.15 marca 201219:30 |                       | 27:36(11:15) |                 | BBC Arena Schaffhausen, Szwajcaria Widzów: 3400 Sędzia: Vaidas Mažeika, Mindaugas Gatelis |
| 7.15 marca 201219:30 | 2× · 2×               | 27:36(11:15) | 3× · 3×         | BBC Arena Schaffhausen, Szwajcaria Widzów: 3400 Sędzia: Vaidas Mažeika, Mindaugas Gatelis |

| 9.17 marca 201217:00 | CB Ademar León | 31:28(19:19) | MKB Veszprém KC | Palacio de los Deportes León, Hiszpania Widzów: 4600 Sędzia: Sławe Nikołow, Ǵorgi Naczewski |
| 9.17 marca 201217:00 |                | 31:28(19:19) |                 | Palacio de los Deportes León, Hiszpania Widzów: 4600 Sędzia: Sławe Nikołow, Ǵorgi Naczewski |
| 9.17 marca 201217:00 | 2× · 3×        | 31:28(19:19) | 7× · 3× · 2×    | Palacio de los Deportes León, Hiszpania Widzów: 4600 Sędzia: Sławe Nikołow, Ǵorgi Naczewski |

| 11.18 marca 201220:30 | Vive Targi Kielce | 27:26(13:12) | RK Cimos Koper | Hala Legionów Kielce, Polska Widzów: 4000 Sędzia: Nordine Lazaar, Laurent Reveret |
| 11.18 marca 201220:30 | Denis Buntić 7 · Željko Musa 4 · Grzegorz Tkaczyk 4 · Mateusz Jachlewski 2 · Michał Jurecki 2 · Þórir Ólafsson 2 · Tomasz Rosiński 2 · Mariusz Jurasik 1 · Rastko Stojković 1 · Bartłomiej Tomczak 1 · Uroš Zorman 1 | 27:26(13:12) | 8 Matjaž Brumen · 5 Sebastian Skube · 3 Dean Bombač · 3 Uroš Rapotec · 3 Bojan Skoko · 2 Jure Dobelšek · 2 Matjaž Mlakar | Hala Legionów Kielce, Polska Widzów: 4000 Sędzia: Nordine Lazaar, Laurent Reveret |
| 11.18 marca 201220:30 | 3× · 3× | 27:26(13:12) | 4× · 3× | Hala Legionów Kielce, Polska Widzów: 4000 Sędzia: Nordine Lazaar, Laurent Reveret |

| 13.18 marca 201217:00 | RK Metalurg Skopje | 19:18(7:9) | RK Zagrzeb | Boris Trajkovski Sports Center Skopje, Macedonia Widzów: 7000 Sędzia: Holger Fleisch, Jürgen Rieber |
| 13.18 marca 201217:00 |                    | 19:18(7:9) |            | Boris Trajkovski Sports Center Skopje, Macedonia Widzów: 7000 Sędzia: Holger Fleisch, Jürgen Rieber |
| 13.18 marca 201217:00 | 2× · 3×            | 19:18(7:9) | 5× · 3×    | Boris Trajkovski Sports Center Skopje, Macedonia Widzów: 7000 Sędzia: Holger Fleisch, Jürgen Rieber |

| 15.18 marca 201216:30 | IK Sävehof | 25:34(9:19) | AG Kopenhaga | Partillebohallen Göteborg, Szwecja Widzów: 4200 Sędzia: Nenad Nikolić, Dušan Stojković |
| 15.18 marca 201216:30 |            | 25:34(9:19) |              | Partillebohallen Göteborg, Szwecja Widzów: 4200 Sędzia: Nenad Nikolić, Dušan Stojković |
| 15.18 marca 201216:30 | 4× · 3×    | 25:34(9:19) | 4× · 3×      | Partillebohallen Göteborg, Szwecja Widzów: 4200 Sędzia: Nenad Nikolić, Dušan Stojković |

### Runda rewanżowa
| 2.25 marca 201217:15 | HSV Hamburg | 23:24(11:10) | Füchse Berlin | O2 World Hamburg Hamburg, Niemcy Widzów: 7800 Sędzia: Thierry Dentz, Denis Reibel |
| 2.25 marca 201217:15 |             | 23:24(11:10) |               | O2 World Hamburg Hamburg, Niemcy Widzów: 7800 Sędzia: Thierry Dentz, Denis Reibel |

| 4.25 marca 201217:00 | FC Barcelona | 36:20(17:8) | Montpellier Handball | Palau Blaugrana Barcelona, Hiszpania Widzów: 6700 Sędzia: Nenad Krstič, Peter Ljubič |
| 4.25 marca 201217:00 |              | 36:20(17:8) |                      | Palau Blaugrana Barcelona, Hiszpania Widzów: 6700 Sędzia: Nenad Krstič, Peter Ljubič |

| 6.18 marca 201217:30 | THW Kiel | 27:24(15:10) | Orlen Wisła Płock | Sparkassen-Arena Kiel, Niemcy Widzów: 9050 Sędzia: Csaba Dobrovits, Péter Tájok |
| 6.18 marca 201217:30 | Momir Ilić 8 · Kim Andersson 4 · Milutin Dragićević 4 · Filip Jícha 4 · Henrik Lundström 2 · Daniel Narcisse 2 · Christian Zeitz 2 · Aron Pálmarsson 1 | 27:24(15:10) | 7 Michał Kubisztal · 4 Muhamed Toromanović · 3 Boštjan Kavaš · 3 Michał Zołoteńko · 2 Luka Dobelšek · 2 Nikola Eklemović · 2 Christian Spanne · 1 Joakim Bäckström | Sparkassen-Arena Kiel, Niemcy Widzów: 9050 Sędzia: Csaba Dobrovits, Péter Tájok |

| 8.25 marca 201215:45 | Atlético Madryt | 26:30(14:14) | Kadetten Schaffhausen | Palacio de Vistalegre Madryt, Hiszpania Widzów: 4200 Sędzia: Dennis Engkebølle Stenrand, Anders Kaerlund Birch |
| 8.25 marca 201215:45 |                 | 26:30(14:14) |                       | Palacio de Vistalegre Madryt, Hiszpania Widzów: 4200 Sędzia: Dennis Engkebølle Stenrand, Anders Kaerlund Birch |

| 10.25 marca 201218:00 | MKB Veszprém KC | 27:25(16:12) | CB Ademar León | Veszprem Arena Veszprém, Węgry Widzów: 5000 Sędzia: Kenneth Abrahamsen, Arne M. Kristiansen |
| 10.25 marca 201218:00 |                 | 27:25(16:12) |                | Veszprem Arena Veszprém, Węgry Widzów: 5000 Sędzia: Kenneth Abrahamsen, Arne M. Kristiansen |

| 12.24 marca 201218:00 | RK Cimos Koper | 25:23(12:13) | Vive Targi Kielce | Sala Bonifika Koper, Słowenia Widzów: 3000 Sędzia: Lars Geipel, Marcus Helbig |
| 12.24 marca 201218:00 | Matjaž Brumen 8 · Milorad Krivokapić 4 · Sebastian Skube 4 · Bojan Skoko 3 · Dean Bombač 2 · Jure Dobelšek 1 · Robert Konečnik 1 · Matjaž Mlakar 1 · Uroš Rapotec 1 | 25:23(12:13) | 5 Rastko Stojković · 4 Patryk Kuchczyński · 4 Þórir Ólafsson · 4 Grzegorz Tkaczyk · 3 Mateusz Jachlewski · 2 Denis Buntić · 1 Uroš Zorman | Sala Bonifika Koper, Słowenia Widzów: 3000 Sędzia: Lars Geipel, Marcus Helbig |
| 12.24 marca 201218:00 | 4× · 3× | 25:23(12:13) | 5× · 3× · 1× | Sala Bonifika Koper, Słowenia Widzów: 3000 Sędzia: Lars Geipel, Marcus Helbig |

| 14.24 marca 201220:15 | RK Zagrzeb | 26:21(12:10) | RK Metalurg Skopje | Arena Zagreb Zagrzeb, Chorwacja Widzów: 8500 Sędzia: Oscar Raluy López, Ángel Sabroso Ramírez |
| 14.24 marca 201220:15 |            | 26:21(12:10) |                    | Arena Zagreb Zagrzeb, Chorwacja Widzów: 8500 Sędzia: Oscar Raluy López, Ángel Sabroso Ramírez |

| 16.24 marca 201220:00 | AG Kopenhaga | 26:24(14:12) | IK Sävehof | Broendby Hallen Brøndby, Dania Widzów: 5600 Sędzia: Øyvind Togstad, Rune Kristiansen |
| 16.24 marca 201220:00 |              | 26:24(14:12) |            | Broendby Hallen Brøndby, Dania Widzów: 5600 Sędzia: Øyvind Togstad, Rune Kristiansen |

## Ćwierćfinał
| Drużyna 1                            | Wynik dwumeczu | Drużyna 2       | Pierwszy mecz | Drugi mecz |
| ------------------------------------ | -------------- | --------------- | ------------- | ---------- |
| AG Kopenhaga                         | 62:59          | FC Barcelona    | 29:23         | 33:36      |
| CB Ademar León                       | 52:52          | Füchse Berlin   | 34:23         | 18:29      |
| RK Zagrzeb                           | 58:64          | THW Kiel        | 31:31         | 27:33      |
| RK Cimos Koper                       | 50:54          | Atlético Madryt | 26:23         | 24:31      |
| Po lewej gospodarz pierwszego meczu. |                |                 |               |            |

### Runda pierwsza
| 1.20 kwietnia 201220:10 | AG Kopenhaga | 29:23(16:11) | FC Barcelona | Broendby Hallen Brøndby, Dania |
| 1.20 kwietnia 201220:10 |              | 29:23(16:11) |              | Broendby Hallen Brøndby, Dania |

| 3.21 kwietnia 201217:30 | CB Ademar León | 34:23(15:9) | Füchse Berlin | Palacio de los Deportes León, Hiszpania |
| 3.21 kwietnia 201217:30 |                | 34:23(15:9) |               | Palacio de los Deportes León, Hiszpania |

| 5.21 kwietnia 201219:15 | RK Zagrzeb | 31:31(15:12) | THW Kiel | Arena Zagreb Zagrzeb, Chorwacja |
| 5.21 kwietnia 201219:15 |            | 31:31(15:12) |          | Arena Zagreb Zagrzeb, Chorwacja |

| 7.21 kwietnia 201218:00 | RK Cimos Koper | 26:23(13:12) | Atlético Madryt | Sala Bonifika Koper, Słowenia |
| 7.21 kwietnia 201218:00 |                | 26:23(13:12) |                 | Sala Bonifika Koper, Słowenia |

### Runda rewanżowa
| 2.28 kwietnia 201220:00 | FC Barcelona | 36:33(17:17) | AG Kopenhaga | Palau Blaugrana Barcelona, Hiszpania |
| 2.28 kwietnia 201220:00 |              | 36:33(17:17) |              | Palau Blaugrana Barcelona, Hiszpania |

| 4.29 kwietnia 201216:00 | Füchse Berlin | 29:18(13:6) | CB Ademar León | Max-Schmeling-Halle Berlin, Niemcy |
| 4.29 kwietnia 201216:00 |               | 29:18(13:6) |                | Max-Schmeling-Halle Berlin, Niemcy |

| 6.29 kwietnia 201217:30 | THW Kiel | 33:27(16:16) | RK Zagrzeb | Sparkassen-Arena Kiel, Niemcy |
| 6.29 kwietnia 201217:30 |          | 33:27(16:16) |            | Sparkassen-Arena Kiel, Niemcy |

| 8.28 kwietnia 201220:15 | Atlético Madryt | 31:24(14:13) | RK Cimos Koper | Palacio de Vistalegre Madryt, Hiszpania |
| 8.28 kwietnia 201220:15 |                 | 31:24(14:13) |                | Palacio de Vistalegre Madryt, Hiszpania |

## Final Four
|  | Półfinały         | Półfinały         |  |  |  | Finały            | Finały            |
|  |                   |                   |  |  |  |                   |                   |
|  |                   |                   |  |  |  |                   |                   |
|  | 26 maja – Kolonia |                   |  |  |  |                   |                   |
|  | Füchse Berlin     | 24                |  |  |  |                   |                   |
|  | THW Kiel          | 25                |  |  |  | 27 maja – Kolonia | 27 maja – Kolonia |
|  |                   |                   |  |  |  | THW Kiel          | 26                |
|  | 26 maja – Kolonia | 26 maja – Kolonia |  |  |  | Atlético Madryt   | 21                |
|  | Atlético Madryt   | 25                |  |  |  |                   |                   |
|  | AG Kopenhaga      | 23                |  |  |  | 27 maja – Kolonia | 27 maja – Kolonia |
|  |                   |                   |  |  |  | Füchse Berlin     | 21                |
|  |                   |                   |  |  |  | AG Kopenhaga      | 26                |

### Półfinały
| 1.26 maja 201215:15 | Füchse Berlin | 24:25(12:15) | THW Kiel | Lanxess Arena Kolonia, Niemcy Widzów: 20000 Sędzia: Kenneth Abrahamsen, Arne M. Kristiansen |
| 1.26 maja 201215:15 |               | 24:25(12:15) |          | Lanxess Arena Kolonia, Niemcy Widzów: 20000 Sędzia: Kenneth Abrahamsen, Arne M. Kristiansen |
| 1.26 maja 201215:15 | 4× · 3×       | 24:25(12:15) | 4× · 3×  | Lanxess Arena Kolonia, Niemcy Widzów: 20000 Sędzia: Kenneth Abrahamsen, Arne M. Kristiansen |

| 2.26 maja 201218:00 | Atlético Madryt | 25:23(12:15) | AG Kopenhaga | Lanxess Arena Kolonia, Niemcy Widzów: 20000 Sędzia: Matija Gubica - Boris Milošević |
| 2.26 maja 201218:00 |                 | 25:23(12:15) |              | Lanxess Arena Kolonia, Niemcy Widzów: 20000 Sędzia: Matija Gubica - Boris Milošević |
| 2.26 maja 201218:00 | 2× · 3×         | 25:23(12:15) | 3× · 3×      | Lanxess Arena Kolonia, Niemcy Widzów: 20000 Sędzia: Matija Gubica - Boris Milošević |

### Mecz o 3. miejsce
| 3.27 maja 201215:15 | Füchse Berlin | 21:26(9:13) | AG Kopenhaga | Lanxess Arena Kolonia, Niemcy Widzów: 20000 Sędzia: Michal Badura, Jaroslav Ondogrecula |
| 3.27 maja 201215:15 |               | 21:26(9:13) |              | Lanxess Arena Kolonia, Niemcy Widzów: 20000 Sędzia: Michal Badura, Jaroslav Ondogrecula |
| 3.27 maja 201215:15 | 3× · 3×       | 21:26(9:13) | 4× · 3×      | Lanxess Arena Kolonia, Niemcy Widzów: 20000 Sędzia: Michal Badura, Jaroslav Ondogrecula |

### Mecz o 1. miejsce
| 4.27 maja 201218:00 | THW Kiel | 26:21(13:10) | Atlético Madryt | Lanxess Arena Kolonia, Niemcy Widzów: 20000 Sędzia: Nenad Nikolić, Dušan Stojković |
| 4.27 maja 201218:00 |          | 26:21(13:10) |                 | Lanxess Arena Kolonia, Niemcy Widzów: 20000 Sędzia: Nenad Nikolić, Dušan Stojković |
| 4.27 maja 201218:00 | 7× · 3×  | 26:21(13:10) | 8× · 3× · 1×    | Lanxess Arena Kolonia, Niemcy Widzów: 20000 Sędzia: Nenad Nikolić, Dušan Stojković |

| Zwycięzca Ligi Mistrzów 2011/12 |
| ------------------------------- |
| THW Kiel 3. tytuł               |

### Klasyfikacja strzelców
| Bramki | Strzelec                  | Drużyna            |
| ------ | ------------------------- | ------------------ |
| 98     | Mikkel Hansen             | AG Kopenhaga       |
| 97     | Kirił Łazarow             | Atlético Madryt    |
| 94     | Zlatko Horvat             | RK Zagrzeb         |
|        | Filip Jícha               | THW Kiel           |
| 84     | Niclas Ekberg             | AG Kopenhaga       |
| 83     | Guðjón Valur Sigurðsson   | AG Kopenhaga       |
| 81     | Sven-Sören Christophersen | Füchse Berlin      |
| 80     | Martin Straňovský         | CB Ademar León     |
| 73     | Marko Vujin               | MKB Veszprém KC    |
| 72     | Naumče Mojsovski          | RK Metalurg Skopje |

Źródło: history.eurohandball.com